# PSV in het seizoen 2014/15 (mannen)
Het seizoen 2014/2015 is het 102e jaar in het bestaan van PSV. De Eindhovense voetbalclub nam in deze jaargang voor het 59e opeenvolgende jaar deel aan de Eredivisie en aan de toernooien om de KNVB beker en de voorronde van de Europa League. In de 31ste speelronde haalde PSV na een 4-1 overwinning op SC Heerenveen na zeven jaar zonder kampioenschap de 22ste landstitel uit de clubhistorie binnen.

## Staf eerste elftal 2014/15

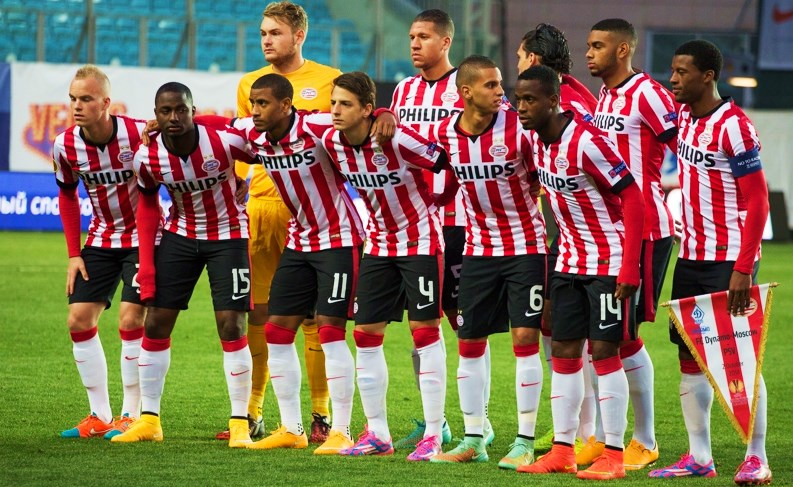
De elf van PSV voorafgaand aan de uitwedstrijd tegen Dinamo Moskou voor de Europa League op 2 oktober 2014.
Boven Jeroen Zoet, Jeffrey Bruma, Karim Rekik, Jürgen Locadia en Georginio Wijnaldum.
Onder Jorrit Hendrix, Jetro Willems, Luciano Narsingh, Santiago Arias, Adam Maher en Florian Jozefzoon.

Overzicht trainersstaf
|                    | Naam                  | Functie            | Contract tot |
| ------------------ | --------------------- | ------------------ | ------------ |
| Vlag van Nederland | Phillip Cocu          | Hoofdtrainer/Coach | 30 juni 2017 |
| Vlag van Nederland | Ernest Faber          | Assistent-trainer  | 30 juni 2015 |
| Vlag van Nederland | Chris van der Weerden | Assistent-trainer  | 30 juni 2016 |
| Vlag van Nederland | Ruud Hesp             | Keeperstrainer     | 30 juni 2017 |

Overige staf
|                    | Naam                | Functie              |
| ------------------ | ------------------- | -------------------- |
| Vlag van Nederland | Mart van den Heuvel | Teammanager          |
| Vlag van Nederland | Egid Kiesouw        | Fysieke Trainer      |
| Vlag van Nederland | Luc van Agt         | Inspanningsfysioloog |
| Vlag van Nederland | Cees van der Linden | Fysiotherapeut       |
| Vlag van Nederland | Eddy Pepels         | Fysiotherapeut       |
| Vlag van Nederland | Tjaarda Weber       | Hoofd Medische Staf  |
| Vlag van Nederland | Art Langeler        | Hoofd Jeugdafdeling  |
| Vlag van Nederland | Jan Formannoy       | Materiaalman         |

## Selectie
| Nr.           | Nat.                | Naam                 | Geb. dat. | Bij PSV      | Contract tot | Optie     | Vorige club              | Bedrag      | Positie         | Notitie                                                            |         |
| Keepers       | Keepers             | Keepers              | Keepers   | Keepers      | Keepers      | Keepers   | Keepers                  | Keepers     | Keepers         | Keepers                                                            | Keepers |
| ------------- | ------------------- | -------------------- | --------- | ------------ | ------------ | --------- | ------------------------ | ----------- | --------------- | ------------------------------------------------------------------ | ------- |
| 1             | Vlag van Nederland  | Jeroen Zoet          | 06-01-'91 | mei 2012     | juli 2016    | -         | RKC Waalwijk             | -           | K               | Eigen jeugd; Nederlands U21                                        |         |
| 21            | Vlag van Nederland  | Danny Wintjens       | 30-08-'83 | januari 2015 | juli 2015    | -         | VVV-Venlo                | -           | K               | Gehuurd van VVV-Venlo                                              |         |
| 22            | Vlag van Nederland  | Remko Pasveer        | 08-11-'83 | juli 2014    | juli 2017    | -         | Heracles Almelo          | -           | K               |                                                                    |         |
| 31            | Vlag van Nederland  | Nigel Bertrams       | 08-01-'93 | juli 2012    | juli 2016    | -         | Eigen jeugd              | -           | K               | Eigen jeugd                                                        |         |
| Verdedigers   |                     |                      |           |              |              |           |                          |             |                 |                                                                    |         |
| 2             | Vlag van Frankrijk  | Nicolas Isimat-Mirin | 15-11-91  | aug. 2014    | juli 2015    | -         | AS Monaco                | huur        | CV              | Frans jeugdinternational                                           |         |
| 3             | Vlag van Nederland  | Karim Rekik          | 02-12-'94 | aug. 2013    | juli 2015    | -         | Manchester City          | huur        | CV, LV          | Nederlands international                                           |         |
| 4             | Vlag van Colombia   | Santiago Arias       | 13-01-'92 | juli 2013    | juli 2019    | -         | Sporting CP              | € 800.000   | RV              | Colombiaans international. Contract in februari verlengd tot 2019. |         |
| 5             | Vlag van Nederland  | Jeffrey Bruma        | 13-11-'91 | juli 2013    | juli 2017    | -         | Chelsea                  | € 3.000.000 | CV, RV          | Nederlands international                                           |         |
| 15            | Vlag van Nederland  | Jetro Willems        | 30-03-'94 | aug. 2011    | juli 2017    | -         | Sparta Rotterdam         | € 800.000   | LV              | Nederlands international                                           |         |
| 20            | Vlag van Nederland  | Joshua Brenet        | 20-03-'94 | maart 2012   | juli 2016    | -         | Eigen jeugd              | -           | RV              | Eigen jeugd; Nederlands U19                                        |         |
| 28            | Vlag van Nederland  | Abel Tamata          | 05-12-'90 | juli 2011    | juli 2015    | -         | Roda JC                  | -           | LV, RV          | Eigen jeugd                                                        |         |
| 29            | Vlag van Nederland  | Jorrit Hendrix       | 06-02-'95 | juli 2013    | juli 2017    | -         | Eigen jeugd              | -           | CV, LV, VM      | Eigen jeugd                                                        |         |
| 30            | Vlag van Nederland  | Jordy de Wijs        | 08-01-'95 | januari 2014 | juli 2016    | juli 2017 | Eigen jeugd              | -           | CV, LV          | Eigen jeugd                                                        |         |
| Middenvelders |                     |                      |           |              |              |           |                          |             |                 |                                                                    |         |
| 6             | Vlag van Nederland  | Adam Maher           | 20-07-'93 | juli 2013    | juli 2018    | -         | AZ Alkmaar               | € 6.500.000 | CM, AM          | Nederlands international                                           |         |
| 8             | Vlag van Nederland  | Stijn Schaars        | 11-01-'84 | juli 2013    | juli 2016    | -         | Sporting CP              | € 800.000   | CM, VM, LV      | Nederlands international                                           |         |
| 10            | Vlag van Nederland  | Georginio Wijnaldum  | 11-11-'90 | juli 2011    | juli 2018    | -         | Feyenoord                | € 5.000.000 | AM, RA, CM      | Nederlands international                                           |         |
| 18            | Vlag van Mexico     | Andrés Guardado      | 28-09-'86 | aug. 2014    | juli 2015    | -         | Valencia CF              | huur        | LM, CM, LA, LV  | Mexicaans international                                            |         |
| 23            | Vlag van Nederland  | Rai Vloet            | 08-05-'95 | juli 2012    | juli 2015    | -         | Eigen jeugd              | -           | CM, CAM, CA, SP | Eigen jeugd                                                        |         |
| 24            | Vlag van Oostenrijk | Marcel Ritzmaier     | 22-04-'93 | jan. 2010    | juli 2018    | -         | SC Cambuur               | -           | VM, CM          | Eigen jeugd, Oostenrijks jeugdinternational                        |         |
| 26            | Vlag van Nederland  | Clint Leemans        | 15-09-'95 | juli 2013    | juli 2016    | -         | Eigen Jeugd              | -           | CM, VM, LM      | Eigen Jeugd                                                        |         |
| 27            | Vlag van Zweden     | Oscar Hiljemark      | 28-06-'92 | jan. 2013    | juli 2017    | -         | IF Elfsborg              | € 2.200.000 | VM, CM          | Zweeds international                                               |         |
| Aanvallers    |                     |                      |           |              |              |           |                          |             |                 |                                                                    |         |
| 7             | Vlag van Nederland  | Memphis Depay        | 13-02-'94 | sep. 2011    | juli 2018    | -         | Eigen jeugd              | -           | LA, SP          | Eigen jeugd; Nederlands international                              |         |
| 9             | Vlag van Nederland  | Luuk de Jong         | 27-08-'90 | juli 2014    | juli 2019    | -         | Borussia Mönchengladbach | € 5.500.000 | SP, AM          | Nederlands international                                           |         |
| 11            | Vlag van Nederland  | Luciano Narsingh     | 13-09-'90 | juli 2012    | juli 2017    | -         | sc Heerenveen            | € 4.100.000 | RA, LA          | Nederlands international                                           |         |
| 14            | Vlag van Nederland  | Florian Jozefzoon    | 9-02-'91  | juli 2013    | juli 2016    | juli 2017 | RKC Waalwijk             | € 400.000   | RA, LA, SP      | Nederlands U21                                                     |         |
| 17            | Vlag van Nederland  | Jürgen Locadia       | 7-11-'93  | juli 2010    | juli 2019    | -         | Eigen jeugd              | -           | SP, RA          | Eigen jeugd; Nederlands U19                                        |         |
| 32            | Vlag van Montenegro | Aleksandar Boljević  | 12-12-'95 | jan 2014     | juli 2017    | -         | FK Zeta                  | ?           | LA              | Montenegrijns international                                        |         |

## Transfers 2014/15
Aangetrokken
|                     | Naam                 | Positie      | Oude Club                | Land      | Per              | Transfersom  |
|                     | Transfers            | Transfers    | Transfers                | Transfers | Transfers        | Transfers    |
| ------------------- | -------------------- | ------------ | ------------------------ | --------- | ---------------- | ------------ |
| Vlag van Nederland  | Luuk de Jong         | Aanvaller    | Borussia Mönchengladbach | Duitsland | 12 juli 2014     | € 5.500.000  |
| Vlag van Nederland  | Remko Pasveer        | Keeper       | Heracles Almelo          | Nederland | 1 juli 2014      | Transfervrij |
|                     | Gehuurd              |              |                          |           |                  |              |
| Vlag van Mexico     | Andrés Guardado      | Middenvelder | Valencia CF              | Spanje    | 25 augustus 2014 | € 1.000.000  |
| Vlag van Frankrijk  | Nicolas Isimat-Mirin | Verdediger   | AS Monaco                | Frankrijk | 1 september 2014 | -            |
| Vlag van Nederland  | Danny Wintjens       | Keeper       | VVV-Venlo                | Nederland | 27 januari 2015  | -            |
|                     | Terug van verhuur    |              |                          |           |                  |              |
| Vlag van Oostenrijk | Marcel Ritzmaier     | Middenvelder | Cambuur                  | Nederland | 1 juli 2014      | -            |
| Vlag van België     | Timothy Derijck      | Verdediger   | FC Utrecht               | Nederland | 1 juli 2014      | -            |

Vertrokken
|                     | Naam              | Positie      | Nieuwe Club     | Land       | Per              | Transfersom |
|                     | Transfers         | Transfers    | Transfers       | Transfers  | Transfers        | Transfers   |
| ------------------- | ----------------- | ------------ | --------------- | ---------- | ---------------- | ----------- |
| Vlag van Denemarken | Mathias Jørgensen | Verdediger   | FC Kopenhagen   | Denemarken | 7 juli 2014      | € 700.000   |
| Vlag van Slovenië   | Tim Matavž        | Aanvaller    | FC Augsburg     | Duitsland  | 4 juli 2014      | € 4.000.000 |
|                     | Was Gehuurd       |              |                 |            |                  |             |
| Vlag van Costa Rica | Bryan Ruiz        | Aanvaller    | Fulham          | Engeland   | 1 juli 2014      | n.v.t.      |
|                     | Transfervrij      |              |                 |            |                  |             |
| Vlag van België     | Timothy Derijck   | Verdediger   | ADO Den Haag    | Nederland  | 27 augustus 2014 | n.v.t.      |
| Vlag van Nederland  | Benjamin van Leer | Keeper       | Roda JC         | Nederland  | 1 juli 2014      | n.v.t.      |
| Vlag van Nederland  | Peter van Ooijen  | Middenvelder | Go Ahead Eagles | Nederland  | 1 juli 2014      | n.v.t.      |
|                     | Gestopt           |              |                 |            |                  |             |
| Vlag van Zuid-Korea | Park Ji-sung      | Middenvelder | n.v.t.          | n.v.t.     | 1 juli 2014      | n.v.t.      |
|                     | Verhuurd          |              |                 |            |                  |             |
| Vlag van Polen      | Przemysław Tytoń  | Keeper       | Elche CF        | Spanje     | 4 juli 2014      | n.v.t.      |
| Vlag van Nederland  | Menno Koch        | Verdediger   | NAC Breda       | Nederland  | 16 januari 2015  | n.v.t.      |

## Voorbereiding
| 3 juli 2014, 19u30                           | Schijndel           | 1 - 7 (1 - 3) | PSV | Opstelling Schijndel | Opstelling PSV |
| Stadion: Sportpark Zuideinderpark, Schijndel | Dirk van Eck '30(P) |               | Jürgen Locadia '7 Adam Maher '10 Aleksandar Boljević '36 Jürgen Locadia '52 Jürgen Locadia '55 Mathias Zanka Jørgensen '66 Bram van Vlerken '75 |                      | Zoet (Pasveer '46), De Wijs (Tamata '46), Bruma (Koch '46), Hendrix (Zanka '60), Brenet (Van Vlerken '60), Hiljemark (Noor '71), Maher (Vloet '46), Ritzmaier (Leemans '46), Narsingh (Rayhi '46), Locadia (Maher(Herintrede) '71), Boljević (Van Overbeek '60) |
| Stadion: Sportpark Zuideinderpark, Schijndel |                     |               | |                      | Zoet (Pasveer '46), De Wijs (Tamata '46), Bruma (Koch '46), Hendrix (Zanka '60), Brenet (Van Vlerken '60), Hiljemark (Noor '71), Maher (Vloet '46), Ritzmaier (Leemans '46), Narsingh (Rayhi '46), Locadia (Maher(Herintrede) '71), Boljević (Van Overbeek '60) |
| Stadion: Sportpark Zuideinderpark, Schijndel |                     |               | |                      | Zoet (Pasveer '46), De Wijs (Tamata '46), Bruma (Koch '46), Hendrix (Zanka '60), Brenet (Van Vlerken '60), Hiljemark (Noor '71), Maher (Vloet '46), Ritzmaier (Leemans '46), Narsingh (Rayhi '46), Locadia (Maher(Herintrede) '71), Boljević (Van Overbeek '60) |
|                                              |                     |               | |                      | |

| 6 juli 2014, 18u00              | Sankt Pölten | 0 - 1 (0 - 0) | PSV                 | Opstelling Sankt Pölten | Opstelling PSV |
| Stadion: NV Arena, Sankt Pölten |              |               | Oscar Hiljemark '86 |                         | Zoet, Van Vlerken (Brenet '26), Koch (Bruma '62), De Wijs (Hendrix '46), Tamata (Hiljemark '46), Leemans (Maher '46), Vloet, Ritzmaier, Rayhi (Narsingh '46), Jozefzoon, Boljević (Locadia '46) |
| Stadion: NV Arena, Sankt Pölten |              |               |                     |                         | Zoet, Van Vlerken (Brenet '26), Koch (Bruma '62), De Wijs (Hendrix '46), Tamata (Hiljemark '46), Leemans (Maher '46), Vloet, Ritzmaier, Rayhi (Narsingh '46), Jozefzoon, Boljević (Locadia '46) |
| Stadion: NV Arena, Sankt Pölten |              |               |                     |                         | Zoet, Van Vlerken (Brenet '26), Koch (Bruma '62), De Wijs (Hendrix '46), Tamata (Hiljemark '46), Leemans (Maher '46), Vloet, Ritzmaier, Rayhi (Narsingh '46), Jozefzoon, Boljević (Locadia '46) |
|                                 |              |               |                     |                         | |

| 8 juli 2014, 19u30                | Austria Wien         | 1 - 2 (1 - 0) | PSV                                 | Opstelling Austria Wien | Opstelling PSV |  |
| Stadion: Franz-Horrstadion, Wenen | Alexander Gorgon '34 |               | Marcel Ritzmaier '56 Adam Maher '90 | Lindner, F. Koch (Gluhakovic '60), Ramsebner (Shikov '46), Ortlechner (Koblischek '60), Suttner (Salamon '60), Leitgeb (Wimmer '60), De Paula (Mader '60), Grünwald (Harrer '60), Gorgon (Meilinger '60), Royer (Larsen '60), Kamara (Kienast '14) | Pasveer, Brenet, Bruma (M. Koch '56), Hendrix, Ritzmaier (Leemans '66), Hiljemark, Vloet (Tamata '46), Maher, Narsingh (Rayhi '84), Locadia, Jozefzoon (Boljević '78) |  |
| Stadion: Franz-Horrstadion, Wenen |                      |               |                                     | Lindner, F. Koch (Gluhakovic '60), Ramsebner (Shikov '46), Ortlechner (Koblischek '60), Suttner (Salamon '60), Leitgeb (Wimmer '60), De Paula (Mader '60), Grünwald (Harrer '60), Gorgon (Meilinger '60), Royer (Larsen '60), Kamara (Kienast '14) | Pasveer, Brenet, Bruma (M. Koch '56), Hendrix, Ritzmaier (Leemans '66), Hiljemark, Vloet (Tamata '46), Maher, Narsingh (Rayhi '84), Locadia, Jozefzoon (Boljević '78) |  |
| Stadion: Franz-Horrstadion, Wenen |                      |               |                                     | Lindner, F. Koch (Gluhakovic '60), Ramsebner (Shikov '46), Ortlechner (Koblischek '60), Suttner (Salamon '60), Leitgeb (Wimmer '60), De Paula (Mader '60), Grünwald (Harrer '60), Gorgon (Meilinger '60), Royer (Larsen '60), Kamara (Kienast '14) | Pasveer, Brenet, Bruma (M. Koch '56), Hendrix, Ritzmaier (Leemans '66), Hiljemark, Vloet (Tamata '46), Maher, Narsingh (Rayhi '84), Locadia, Jozefzoon (Boljević '78) |  |
|                                   |                      |               |                                     | | |  |

| 15 juli 2014, 19u00                                     | FC Eindhoven | 0 - 3 (0 - 0) | PSV                                                    | Opstelling FC Eindhoven | Opstelling PSV |  |
| Stadion: Jan Louwers Stadion, Eindhoven Jochem Kamphuis |              |               | Jürgen Locadia '47 Mohamed Rayhi '87 Mohamed Rayhi '90 | Muyters (Kramer '46), De Wilde (Durwael '61), N'Toko (Van der Ven '75), Nieveld (Rossen '61), Gunst (Gakpo '80), Van Son (Junior '84), Deschilder, Bourdouxhe (Van Den Boomen '61), Swinnen (Lopes '61 ), Boere (Van Den Hurk '61), Hunte (Van Hout '80) | Pasveer, Brenet, Bruma (Koch '61), Hendrix (Derijck '61), Tamata (De Wijs '75), Hiljemark (Leemans '61 ), Ritzmaier (Jozefzoon '46), Maher (Rayhi '75), Narsingh (Boljević '75), De Jong (Vloet '46), Locadia |  |
| Stadion: Jan Louwers Stadion, Eindhoven Jochem Kamphuis |              |               |                                                        | Muyters (Kramer '46), De Wilde (Durwael '61), N'Toko (Van der Ven '75), Nieveld (Rossen '61), Gunst (Gakpo '80), Van Son (Junior '84), Deschilder, Bourdouxhe (Van Den Boomen '61), Swinnen (Lopes '61 ), Boere (Van Den Hurk '61), Hunte (Van Hout '80) | Pasveer, Brenet, Bruma (Koch '61), Hendrix (Derijck '61), Tamata (De Wijs '75), Hiljemark (Leemans '61 ), Ritzmaier (Jozefzoon '46), Maher (Rayhi '75), Narsingh (Boljević '75), De Jong (Vloet '46), Locadia |  |
| Stadion: Jan Louwers Stadion, Eindhoven Jochem Kamphuis |              |               |                                                        | Muyters (Kramer '46), De Wilde (Durwael '61), N'Toko (Van der Ven '75), Nieveld (Rossen '61), Gunst (Gakpo '80), Van Son (Junior '84), Deschilder, Bourdouxhe (Van Den Boomen '61), Swinnen (Lopes '61 ), Boere (Van Den Hurk '61), Hunte (Van Hout '80) | Pasveer, Brenet, Bruma (Koch '61), Hendrix (Derijck '61), Tamata (De Wijs '75), Hiljemark (Leemans '61 ), Ritzmaier (Jozefzoon '46), Maher (Rayhi '75), Narsingh (Boljević '75), De Jong (Vloet '46), Locadia |  |
|                                                         |              |               |                                                        | | |  |

| 20 juli 2014, 15u00                        | Lierse SK | 0 - 1 (0 - 0) | PSV                 | Opstelling Lierse SK | Opstelling PSV |  |
| Stadion: Herman Vanderpoortenstadion, Lier |           |               | Oscar Hiljemark '85 | Berezovsky, Traoré, Swinkels, El Messaoudi, Hanin (Hafez '64), Wils (Buysens '81), Zizo (Kasmi '72), Bourabia (Vellios '81), Losada, Wanderson (Elghenawy '88), Keita | Zoet, Brenet, Bruma, Hendrix (Koch '70), Ritzmaier (Tamata '46), Hiljemark, Vloet(Leemans '70]), Maher, Narsingh (Jozefzoon '46), De Jong (Rayhi '82), Locadia |  |
| Stadion: Herman Vanderpoortenstadion, Lier |           |               |                     | Berezovsky, Traoré, Swinkels, El Messaoudi, Hanin (Hafez '64), Wils (Buysens '81), Zizo (Kasmi '72), Bourabia (Vellios '81), Losada, Wanderson (Elghenawy '88), Keita | Zoet, Brenet, Bruma, Hendrix (Koch '70), Ritzmaier (Tamata '46), Hiljemark, Vloet(Leemans '70]), Maher, Narsingh (Jozefzoon '46), De Jong (Rayhi '82), Locadia |  |
| Stadion: Herman Vanderpoortenstadion, Lier |           |               |                     | Berezovsky, Traoré, Swinkels, El Messaoudi, Hanin (Hafez '64), Wils (Buysens '81), Zizo (Kasmi '72), Bourabia (Vellios '81), Losada, Wanderson (Elghenawy '88), Keita | Zoet, Brenet, Bruma, Hendrix (Koch '70), Ritzmaier (Tamata '46), Hiljemark, Vloet(Leemans '70]), Maher, Narsingh (Jozefzoon '46), De Jong (Rayhi '82), Locadia |  |
|                                            |           |               |                     | | |  |

| 24 juli 2014, 18u00                          | Hertha BSC        | 1 - 1 (1 - 0) | PSV              | Opstelling Hertha BSC | Opstelling PSV |  |
| Stadion: Olympiapark-Amateurstadion, Berlijn | John Heitinga '14 |               | Luuk de Jong '85 | Kraft, Pekarík, Heitinga, Langkamp, Plattenhardt, Hegeler (Samson '78), Hosogai, Beerens, Baumjohann (Ronny '78), Haraguchi (Van Den Bergh '75), Schieber (Wagner '78) | Zoet (Pasveer '46), Brenet, Bruma, Hendrix, Ritzmaier, Hiljemark, Vloet (Boljević '83), Maher, Narsingh (Jozefzoon '46), De Jong, Locadia |  |
| Stadion: Olympiapark-Amateurstadion, Berlijn |                   |               |                  | Kraft, Pekarík, Heitinga, Langkamp, Plattenhardt, Hegeler (Samson '78), Hosogai, Beerens, Baumjohann (Ronny '78), Haraguchi (Van Den Bergh '75), Schieber (Wagner '78) | Zoet (Pasveer '46), Brenet, Bruma, Hendrix, Ritzmaier, Hiljemark, Vloet (Boljević '83), Maher, Narsingh (Jozefzoon '46), De Jong, Locadia |  |
| Stadion: Olympiapark-Amateurstadion, Berlijn |                   |               |                  | Kraft, Pekarík, Heitinga, Langkamp, Plattenhardt, Hegeler (Samson '78), Hosogai, Beerens, Baumjohann (Ronny '78), Haraguchi (Van Den Bergh '75), Schieber (Wagner '78) | Zoet (Pasveer '46), Brenet, Bruma, Hendrix, Ritzmaier, Hiljemark, Vloet (Boljević '83), Maher, Narsingh (Jozefzoon '46), De Jong, Locadia |  |
|                                              |                   |               |                  | | |  |

## Eredivisie

### Wedstrijden

#### Augustus
| 10 augustus 2014, 16u30                                                    | Willem II         | 1 - 3 (1 - 2) | PSV                                                      | Opstelling Willem II | Opstelling PSV |  |
| Stadion: Koning Willem II Stadion, Tilburg Toeschouwers: 11.750 Kevin Blom | Bruno Andrade '40 |               | Jürgen Locadia '7 Memphis Depay '10 Memphis Depay '76(P) | Lamprou , Cornelisse, D. Wuytens, Peters , Heymans, Haemhouts, Messaoud , S. Wuytens, Ondaan (Vicento '66), Andrade (Meul '76), Sahar (Ippel '80) | Zoet, Brenet, Bruma, Hendrix, Tamata, Hiljemark, Wijnaldum, Maher (Ritzmaier '80), Locadia (Narsingh '81), De Jong, Depay (Jozefzoon '85) |  |
| Stadion: Koning Willem II Stadion, Tilburg Toeschouwers: 11.750 Kevin Blom |                   |               |                                                          | Lamprou , Cornelisse, D. Wuytens, Peters , Heymans, Haemhouts, Messaoud , S. Wuytens, Ondaan (Vicento '66), Andrade (Meul '76), Sahar (Ippel '80) | Zoet, Brenet, Bruma, Hendrix, Tamata, Hiljemark, Wijnaldum, Maher (Ritzmaier '80), Locadia (Narsingh '81), De Jong, Depay (Jozefzoon '85) |  |
| Stadion: Koning Willem II Stadion, Tilburg Toeschouwers: 11.750 Kevin Blom |                   |               |                                                          | Lamprou , Cornelisse, D. Wuytens, Peters , Heymans, Haemhouts, Messaoud , S. Wuytens, Ondaan (Vicento '66), Andrade (Meul '76), Sahar (Ippel '80) | Zoet, Brenet, Bruma, Hendrix, Tamata, Hiljemark, Wijnaldum, Maher (Ritzmaier '80), Locadia (Narsingh '81), De Jong, Depay (Jozefzoon '85) |  |
|                                                                            |                   |               |                                                          | | |  |

| 16 augustus 2014, 18u30                                              | PSV | 6 - 1 (2 - 1) | NAC Breda                 | Opstelling PSV | Opstelling NAC Breda |  |
| Stadion: Philips Stadion, Eindhoven Toeschouwers: 30.600 Bas Nijhuis | Georginio Wijnaldum '21 Aleksandar Damcevski (e.d.) '26 Memphis Depay '52 Jürgen Locadia '53 Georginio Wijnaldum '57 Memphis Depay '73 |               | Adnane Tighadouini '31(P) | Zoet, Arias (Hendrix '73), Bruma, Rekik, Tamata (Brenet '46), Hiljemark, Maher, Wijnaldum (Vloet '79), Locadia, De Jong, Depay | Ten Rouwelaar, Ssewankambo, Drost, Damcevski, Amieux, De Kamps, Falkenburg, Matić, Hooi (Seuntjens '69), Boateng, Tighadouini (Sarpong '49) |  |
| Stadion: Philips Stadion, Eindhoven Toeschouwers: 30.600 Bas Nijhuis | |               |                           | Zoet, Arias (Hendrix '73), Bruma, Rekik, Tamata (Brenet '46), Hiljemark, Maher, Wijnaldum (Vloet '79), Locadia, De Jong, Depay | Ten Rouwelaar, Ssewankambo, Drost, Damcevski, Amieux, De Kamps, Falkenburg, Matić, Hooi (Seuntjens '69), Boateng, Tighadouini (Sarpong '49) |  |
| Stadion: Philips Stadion, Eindhoven Toeschouwers: 30.600 Bas Nijhuis | |               |                           | Zoet, Arias (Hendrix '73), Bruma, Rekik, Tamata (Brenet '46), Hiljemark, Maher, Wijnaldum (Vloet '79), Locadia, De Jong, Depay | Ten Rouwelaar, Ssewankambo, Drost, Damcevski, Amieux, De Kamps, Falkenburg, Matić, Hooi (Seuntjens '69), Boateng, Tighadouini (Sarpong '49) |  |
|                                                                      | |               |                           | | |  |

| 24 augustus 2014, 16u45                                                | Ajax               | 1 - 3 (1 - 0) | PSV                                                          | Opstelling Ajax | Opstelling PSV |  |
| Stadion: Amsterdam ArenA, Amsterdam Toeschouwers: 51.513 Björn Kuipers | Anwar El Ghazi '16 |               | Memphis Depay '52 Luciano Narsingh '63 Florian Jozefzoon '86 | Cillessen, Van Rhijn (Serero '70), Veltman, Moisander, Boilesen (Ligeon '66), Klaassen, Viergever, Blind, El Ghazi (Andersen '50), Sigthorsson, Schöne | Zoet, Brenet, Bruma, Rekik , Willems (Tamata '53), Hendrix, Wijnaldum, Maher (Hiljemark '70), Narsingh (Jozefzoon '80), De Jong, Depay |  |
| Stadion: Amsterdam ArenA, Amsterdam Toeschouwers: 51.513 Björn Kuipers |                    |               |                                                              | Cillessen, Van Rhijn (Serero '70), Veltman, Moisander, Boilesen (Ligeon '66), Klaassen, Viergever, Blind, El Ghazi (Andersen '50), Sigthorsson, Schöne | Zoet, Brenet, Bruma, Rekik , Willems (Tamata '53), Hendrix, Wijnaldum, Maher (Hiljemark '70), Narsingh (Jozefzoon '80), De Jong, Depay |  |
| Stadion: Amsterdam ArenA, Amsterdam Toeschouwers: 51.513 Björn Kuipers |                    |               |                                                              | Cillessen, Van Rhijn (Serero '70), Veltman, Moisander, Boilesen (Ligeon '66), Klaassen, Viergever, Blind, El Ghazi (Andersen '50), Sigthorsson, Schöne | Zoet, Brenet, Bruma, Rekik , Willems (Tamata '53), Hendrix, Wijnaldum, Maher (Hiljemark '70), Narsingh (Jozefzoon '80), De Jong, Depay |  |
|                                                                        |                    |               |                                                              | | |  |

| 31 augustus 2014, 12u30                                             | PSV                               | 2 - 0 (0 - 0) | Vitesse | Opstelling PSV | Opstelling Vitesse |  |
| Stadion: Philips Stadion, Eindhoven Toeschouwers: 32.000 Kevin Blom | Luuk de Jong '48 Adam Maher '90+1 |               |         | Zoet, Joshua Brenet, Bruma, Rekik, Willems (Arias '69), Guardado (Hiljemark '75 ), Maher , Wijnaldum, Narsingh (Jozefzoon '83), De Jong, Depay | Velthuizen, Diks, Kasjia , van der Heijden, Kruiswijk (Achenteh '60), Pröpper, Vejinović, Leerdam, Traoré (Oliynyk '70), Qazaishvili (Dauda '60), Labyad |  |
| Stadion: Philips Stadion, Eindhoven Toeschouwers: 32.000 Kevin Blom |                                   |               |         | Zoet, Joshua Brenet, Bruma, Rekik, Willems (Arias '69), Guardado (Hiljemark '75 ), Maher , Wijnaldum, Narsingh (Jozefzoon '83), De Jong, Depay | Velthuizen, Diks, Kasjia , van der Heijden, Kruiswijk (Achenteh '60), Pröpper, Vejinović, Leerdam, Traoré (Oliynyk '70), Qazaishvili (Dauda '60), Labyad |  |
| Stadion: Philips Stadion, Eindhoven Toeschouwers: 32.000 Kevin Blom |                                   |               |         | Zoet, Joshua Brenet, Bruma, Rekik, Willems (Arias '69), Guardado (Hiljemark '75 ), Maher , Wijnaldum, Narsingh (Jozefzoon '83), De Jong, Depay | Velthuizen, Diks, Kasjia , van der Heijden, Kruiswijk (Achenteh '60), Pröpper, Vejinović, Leerdam, Traoré (Oliynyk '70), Qazaishvili (Dauda '60), Labyad |  |
|                                                                     |                                   |               |         | | |  |

#### September
| 13 september 2014, 20u45                                                | PEC Zwolle                                          | 3 - 1 (1 - 1) | PSV                 | Opstelling PEC Zwolle | Opstelling PSV |  |
| Stadion: IJsseldeltastadion, Zwolle Toeschouwers: 12.347 Danny Makkelie | Jesper Drost '40 Joost Broerse '64 Ben Rienstra '87 |               | Luuk de Jong '32(P) | Hahn, Van Polen, Sainsbury, Broerse , Van Hintum, Drost, Lam (Van Der Werff '89), Rienstra, Lukoki (Saymak '75), Necid, Thomas (Nijland '68) | Zoet, Arias, Bruma , Rekik, Willems (Jozefzoon '86), Guardado, Wijnaldum, Maher (Hiljemark '46 ), Narsingh, De Jong, Depay (Locadia '18) |  |
| Stadion: IJsseldeltastadion, Zwolle Toeschouwers: 12.347 Danny Makkelie |                                                     |               |                     | Hahn, Van Polen, Sainsbury, Broerse , Van Hintum, Drost, Lam (Van Der Werff '89), Rienstra, Lukoki (Saymak '75), Necid, Thomas (Nijland '68) | Zoet, Arias, Bruma , Rekik, Willems (Jozefzoon '86), Guardado, Wijnaldum, Maher (Hiljemark '46 ), Narsingh, De Jong, Depay (Locadia '18) |  |
| Stadion: IJsseldeltastadion, Zwolle Toeschouwers: 12.347 Danny Makkelie |                                                     |               |                     | Hahn, Van Polen, Sainsbury, Broerse , Van Hintum, Drost, Lam (Van Der Werff '89), Rienstra, Lukoki (Saymak '75), Necid, Thomas (Nijland '68) | Zoet, Arias, Bruma , Rekik, Willems (Jozefzoon '86), Guardado, Wijnaldum, Maher (Hiljemark '46 ), Narsingh, De Jong, Depay (Locadia '18) |  |
|                                                                         |                                                     |               |                     | | |  |

| 21 september 2014, 14u30                                                     | PSV                                                                 | 4 - 0 (2 - 0) | SC Cambuur | Opstelling PSV | Opstelling SC Cambuur |  |
| Stadion: Philips Stadion, Eindhoven Toeschouwers: 30.200 Reinold Wiedemeijer | Luuk de Jong '21 Jetro Willems '37 Jeffrey Bruma '78 Adam Maher '80 |               |            | Zoet, Brenet, Bruma, Rekik, Willems , Hendrix, Maher, Wijnaldum, L. Narsingh (Boljević '87), De Jong (Vloet '81), Jozefzoon (Ritzmaier '75) | Nienhuis, Pereira, Reijnen, Bijker , Andriuškevičius, El Makrini, Bakker, Rusnák, Ogbeche (Barto '62), Hemmen (F. Narsingh '46), De Ridder (Mac Intosh '45) |  |
| Stadion: Philips Stadion, Eindhoven Toeschouwers: 30.200 Reinold Wiedemeijer |                                                                     |               |            | Zoet, Brenet, Bruma, Rekik, Willems , Hendrix, Maher, Wijnaldum, L. Narsingh (Boljević '87), De Jong (Vloet '81), Jozefzoon (Ritzmaier '75) | Nienhuis, Pereira, Reijnen, Bijker , Andriuškevičius, El Makrini, Bakker, Rusnák, Ogbeche (Barto '62), Hemmen (F. Narsingh '46), De Ridder (Mac Intosh '45) |  |
| Stadion: Philips Stadion, Eindhoven Toeschouwers: 30.200 Reinold Wiedemeijer |                                                                     |               |            | Zoet, Brenet, Bruma, Rekik, Willems , Hendrix, Maher, Wijnaldum, L. Narsingh (Boljević '87), De Jong (Vloet '81), Jozefzoon (Ritzmaier '75) | Nienhuis, Pereira, Reijnen, Bijker , Andriuškevičius, El Makrini, Bakker, Rusnák, Ogbeche (Barto '62), Hemmen (F. Narsingh '46), De Ridder (Mac Intosh '45) |  |
|                                                                              |                                                                     |               |            | | |  |

| 28 september 2014, 16u45                                                 | SC Heerenveen        | 1 - 0 (0 - 0) | PSV | Opstelling SC Heerenveen | Opstelling PSV |  |
| Stadion: Abe Lenstra Stadion, Heerenveen Toeschouwers: 25.632 Kevin Blom | Daley Sinkgraven '78 |               |     | Nordfeldt, Marzo , Buijs, Van Aken, Van Anholt, De Roon, Sinkgraven , Van Den Berg (Van Amersfoort '82), Slagveer, Uth (Dalgaard '89), Thorsby (Schmidt '36) | Zoet, Brenet , Bruma, Rekik, Willems , Hendrix (Vloet '81), Wijnaldum, Maher (Ritzmaier '78), Narsingh, Locadia (Arias '73), Jozefzoon |  |
| Stadion: Abe Lenstra Stadion, Heerenveen Toeschouwers: 25.632 Kevin Blom |                      |               |     | Nordfeldt, Marzo , Buijs, Van Aken, Van Anholt, De Roon, Sinkgraven , Van Den Berg (Van Amersfoort '82), Slagveer, Uth (Dalgaard '89), Thorsby (Schmidt '36) | Zoet, Brenet , Bruma, Rekik, Willems , Hendrix (Vloet '81), Wijnaldum, Maher (Ritzmaier '78), Narsingh, Locadia (Arias '73), Jozefzoon |  |
| Stadion: Abe Lenstra Stadion, Heerenveen Toeschouwers: 25.632 Kevin Blom |                      |               |     | Nordfeldt, Marzo , Buijs, Van Aken, Van Anholt, De Roon, Sinkgraven , Van Den Berg (Van Amersfoort '82), Slagveer, Uth (Dalgaard '89), Thorsby (Schmidt '36) | Zoet, Brenet , Bruma, Rekik, Willems , Hendrix (Vloet '81), Wijnaldum, Maher (Ritzmaier '78), Narsingh, Locadia (Arias '73), Jozefzoon |  |
|                                                                          |                      |               |     | | |  |

#### Oktober
| 5 oktober 2014, 12u30                                                     | PSV                                                    | 3 - 0 (2 - 0) | SBV Excelsior | Opstelling PSV | Opstelling SBV Excelsior |  |
| Stadion: Philips Stadion, Eindhoven Toeschouwers: 30.600 Serdar Gözübüyük | Adam Maher '35 Luciano Narsingh '45 Jürgen Locadia '51 |               |               | Zoet, Arias, Bruma , Rekik, Willems, Hendrix, Maher, Wijnaldum, Narsingh, Locadia (Vloet '82), Jozefzoon (Guardado '74) | Coutinho, Karami, Fischer, Van Diermen, Kuipers, Kruys (Bruins '71), Stans (Maletić '84), Auassar, Botaka, Van Weert, Van Mieghem (De Reuver '84) |  |
| Stadion: Philips Stadion, Eindhoven Toeschouwers: 30.600 Serdar Gözübüyük |                                                        |               |               | Zoet, Arias, Bruma , Rekik, Willems, Hendrix, Maher, Wijnaldum, Narsingh, Locadia (Vloet '82), Jozefzoon (Guardado '74) | Coutinho, Karami, Fischer, Van Diermen, Kuipers, Kruys (Bruins '71), Stans (Maletić '84), Auassar, Botaka, Van Weert, Van Mieghem (De Reuver '84) |  |
| Stadion: Philips Stadion, Eindhoven Toeschouwers: 30.600 Serdar Gözübüyük |                                                        |               |               | Zoet, Arias, Bruma , Rekik, Willems, Hendrix, Maher, Wijnaldum, Narsingh, Locadia (Vloet '82), Jozefzoon (Guardado '74) | Coutinho, Karami, Fischer, Van Diermen, Kuipers, Kruys (Bruins '71), Stans (Maletić '84), Auassar, Botaka, Van Weert, Van Mieghem (De Reuver '84) |  |
|                                                                           |                                                        |               |               | | |  |

| 18 oktober 2014, 18u30                                                 | PSV                                                | 3 - 0 (3 - 0) | AZ | Opstelling PSV | Opstelling AZ |  |
| Stadion: Philips Stadion, Eindhoven Toeschouwers: 31.400 Björn Kuipers | Luciano Narsingh '20 Adam Maher '29 Adam Maher '41 |               |    | Zoet, Arias, Isimat-Mirin, Rekik, Willems, Hendrix, Maher, Guardado (Ritzmaier '71), Narsingh, De Jong (Locadia '79), Jozefzoon | Rochet, Luckassen (Johansson '46), Gouweleeuw, Hoedt, Poulsen, Elm , Ortíz, Gudelj, Hupperts (Rosheuvel '66), Mühren (Tankovic '59), Haye |  |
| Stadion: Philips Stadion, Eindhoven Toeschouwers: 31.400 Björn Kuipers |                                                    |               |    | Zoet, Arias, Isimat-Mirin, Rekik, Willems, Hendrix, Maher, Guardado (Ritzmaier '71), Narsingh, De Jong (Locadia '79), Jozefzoon | Rochet, Luckassen (Johansson '46), Gouweleeuw, Hoedt, Poulsen, Elm , Ortíz, Gudelj, Hupperts (Rosheuvel '66), Mühren (Tankovic '59), Haye |  |
| Stadion: Philips Stadion, Eindhoven Toeschouwers: 31.400 Björn Kuipers |                                                    |               |    | Zoet, Arias, Isimat-Mirin, Rekik, Willems, Hendrix, Maher, Guardado (Ritzmaier '71), Narsingh, De Jong (Locadia '79), Jozefzoon | Rochet, Luckassen (Johansson '46), Gouweleeuw, Hoedt, Poulsen, Elm , Ortíz, Gudelj, Hupperts (Rosheuvel '66), Mühren (Tankovic '59), Haye |  |
|                                                                        |                                                    |               |    | | |  |

| 26 oktober 2014, 14u30                                                 | FC Utrecht       | 1 - 5 (0 - 3) | PSV | Opstelling FC Utrecht | Opstelling PSV |  |
| Stadion: Stadion Galgenwaard, Utrecht Toeschouwers: 18.140 Bas Nijhuis | Ruud Boymans '50 |               | Adam Maher '12 Memphis Depay '23(P) Jorrit Hendrix '25 Christian Kum (e.d.) '81 Georginio Wijnaldum '90+1 | Verhoeven, Van Der Maarel , Leeuwin, Markiet, Letschert, Janssen, Ayoub, Kali (Rubin '58), Kerk (Kum '24), Boymans, Oar (Peterson '82) | Zoet, Arias (Brenet '85), Bruma , Rekik, Willems , Maher (Wijnaldum '63), Hendrix, Guardado, Narsingh, De Jong, Depay (Jozefzoon '78) |  |
| Stadion: Stadion Galgenwaard, Utrecht Toeschouwers: 18.140 Bas Nijhuis |                  |               | | Verhoeven, Van Der Maarel , Leeuwin, Markiet, Letschert, Janssen, Ayoub, Kali (Rubin '58), Kerk (Kum '24), Boymans, Oar (Peterson '82) | Zoet, Arias (Brenet '85), Bruma , Rekik, Willems , Maher (Wijnaldum '63), Hendrix, Guardado, Narsingh, De Jong, Depay (Jozefzoon '78) |  |
| Stadion: Stadion Galgenwaard, Utrecht Toeschouwers: 18.140 Bas Nijhuis |                  |               | | Verhoeven, Van Der Maarel , Leeuwin, Markiet, Letschert, Janssen, Ayoub, Kali (Rubin '58), Kerk (Kum '24), Boymans, Oar (Peterson '82) | Zoet, Arias (Brenet '85), Bruma , Rekik, Willems , Maher (Wijnaldum '63), Hendrix, Guardado, Narsingh, De Jong, Depay (Jozefzoon '78) |  |
|                                                                        |                  |               | | | |  |

#### November
| 1 november 2014, 20u45                                                  | PSV               | 1 - 0 (0 - 0) | ADO Den Haag | Opstelling PSV | Opstelling ADO Den Haag |  |
| Stadion: Philips Stadion, Eindhoven Toeschouwers: 30.800 Pol van Boekel | Memphis Depay '49 |               |              | Zoet, Arias, Bruma, Rekik, Willems (Brenet '16), Wijnaldum, Hendrix , Guardado, Narsingh (Jozefzoon '79), De Jong, Depay (Isimat-Mirin '88) | Hansen, Zuiverloon, Kanon, Wormgoor, Meijers, Jansen (Houtkoop '57), Malone, Kristensen, Gehrt (Owobowale '84), Kramer (Alberg '50), Van Duinen |  |
| Stadion: Philips Stadion, Eindhoven Toeschouwers: 30.800 Pol van Boekel |                   |               |              | Zoet, Arias, Bruma, Rekik, Willems (Brenet '16), Wijnaldum, Hendrix , Guardado, Narsingh (Jozefzoon '79), De Jong, Depay (Isimat-Mirin '88) | Hansen, Zuiverloon, Kanon, Wormgoor, Meijers, Jansen (Houtkoop '57), Malone, Kristensen, Gehrt (Owobowale '84), Kramer (Alberg '50), Van Duinen |  |
| Stadion: Philips Stadion, Eindhoven Toeschouwers: 30.800 Pol van Boekel |                   |               |              | Zoet, Arias, Bruma, Rekik, Willems (Brenet '16), Wijnaldum, Hendrix , Guardado, Narsingh (Jozefzoon '79), De Jong, Depay (Isimat-Mirin '88) | Hansen, Zuiverloon, Kanon, Wormgoor, Meijers, Jansen (Houtkoop '57), Malone, Kristensen, Gehrt (Owobowale '84), Kramer (Alberg '50), Van Duinen |  |
|                                                                         |                   |               |              | | |  |

| 9 november 2014, 16u45                                               | Heracles Almelo   | 1 - 2 (1 - 1) | PSV                                | Opstelling Heracles Almelo | Opstelling PSV                                                                                         |  |
| Stadion: Polman Stadion, Almelo Toeschouwers: 8.437 Richard Liesveld | Bryan Linssen '29 |               | Luuk de Jong '45 Karim Rekik '90+2 | Telgenkamp , Koenders, Te Wierik, Veldmate , Aktaou, Bel Hassani, Cziommer (Pelupessy '73), Bruns (Sibum '88), Linssen, Weghorst (Avdić '77), Tannane | Zoet, Arias, Bruma, Rekik, Willems, Wijnaldum, Guardado, Maher, Narsingh (Locadia '70), De Jong, Depay |  |
| Stadion: Polman Stadion, Almelo Toeschouwers: 8.437 Richard Liesveld |                   |               |                                    | Telgenkamp , Koenders, Te Wierik, Veldmate , Aktaou, Bel Hassani, Cziommer (Pelupessy '73), Bruns (Sibum '88), Linssen, Weghorst (Avdić '77), Tannane | Zoet, Arias, Bruma, Rekik, Willems, Wijnaldum, Guardado, Maher, Narsingh (Locadia '70), De Jong, Depay |  |
| Stadion: Polman Stadion, Almelo Toeschouwers: 8.437 Richard Liesveld |                   |               |                                    | Telgenkamp , Koenders, Te Wierik, Veldmate , Aktaou, Bel Hassani, Cziommer (Pelupessy '73), Bruns (Sibum '88), Linssen, Weghorst (Avdić '77), Tannane | Zoet, Arias, Bruma, Rekik, Willems, Wijnaldum, Guardado, Maher, Narsingh (Locadia '70), De Jong, Depay |  |
|                                                                      |                   |               |                                    | | |  |

| 23 november 2014, 12u30                                            | FC Groningen         | 1 - 1 (0 - 0) | PSV              | Opstelling FC Groningen | Opstelling PSV |  |
| Stadion: Euroborg, Groningen Toeschouwers: 20.690 Serdar Gözübüyük | Michael de Leeuw '83 |               | Luuk de Jong '57 | Padt, Hateboer (Van der Laan '68), Botteghin , Kappelhof, Van Nieff (J. Arias '81), Chery, Hiariej, Kieftenbeld (Mahi '68), Antonia, Hoesen, De Leeuw | Zoet, S. Arias , Bruma, Rekik, Willems (Brenet '80), Wijnaldum, Guardado (Hendrix '72), Maher, Narsingh (Jozefzoon '87), De Jong, Depay |  |
| Stadion: Euroborg, Groningen Toeschouwers: 20.690 Serdar Gözübüyük |                      |               |                  | Padt, Hateboer (Van der Laan '68), Botteghin , Kappelhof, Van Nieff (J. Arias '81), Chery, Hiariej, Kieftenbeld (Mahi '68), Antonia, Hoesen, De Leeuw | Zoet, S. Arias , Bruma, Rekik, Willems (Brenet '80), Wijnaldum, Guardado (Hendrix '72), Maher, Narsingh (Jozefzoon '87), De Jong, Depay |  |
| Stadion: Euroborg, Groningen Toeschouwers: 20.690 Serdar Gözübüyük |                      |               |                  | Padt, Hateboer (Van der Laan '68), Botteghin , Kappelhof, Van Nieff (J. Arias '81), Chery, Hiariej, Kieftenbeld (Mahi '68), Antonia, Hoesen, De Leeuw | Zoet, S. Arias , Bruma, Rekik, Willems (Brenet '80), Wijnaldum, Guardado (Hendrix '72), Maher, Narsingh (Jozefzoon '87), De Jong, Depay |  |
|                                                                    |                      |               |                  | | |  |

#### December
| 6 december 2014, 20u45                                                          | FC Dordrecht   | 1 - 3 (1 - 2) | PSV                                                                | Opstelling FC Dordrecht | Opstelling PSV |  |
| Stadion: Riwal Hoogwerkers Stadion, Dordrecht Toeschouwers: 3.902 Dennis Higler | Mart Lieder '6 |               | Georginio Wijnaldum '21 Luuk de Jong '45+1 Georginio Wijnaldum '58 | Kurto, Fortes, Haddad , Lima (Gosens '15, Van Deelen '46), Pisas, Van Overeem, Van Haaren, Ojo , Koolwijk, Lieder (Troost-Ekong '71), Ten Voorde | Zoet, Arias, Bruma, Rekik, Willems (Brenet '80), Wijnaldum, Hendrix (Ritzmaier '88), Maher, Narsingh, De Jong, Depay (Locadia '71) |  |
| Stadion: Riwal Hoogwerkers Stadion, Dordrecht Toeschouwers: 3.902 Dennis Higler |                |               |                                                                    | Kurto, Fortes, Haddad , Lima (Gosens '15, Van Deelen '46), Pisas, Van Overeem, Van Haaren, Ojo , Koolwijk, Lieder (Troost-Ekong '71), Ten Voorde | Zoet, Arias, Bruma, Rekik, Willems (Brenet '80), Wijnaldum, Hendrix (Ritzmaier '88), Maher, Narsingh, De Jong, Depay (Locadia '71) |  |
| Stadion: Riwal Hoogwerkers Stadion, Dordrecht Toeschouwers: 3.902 Dennis Higler |                |               |                                                                    | Kurto, Fortes, Haddad , Lima (Gosens '15, Van Deelen '46), Pisas, Van Overeem, Van Haaren, Ojo , Koolwijk, Lieder (Troost-Ekong '71), Ten Voorde | Zoet, Arias, Bruma, Rekik, Willems (Brenet '80), Wijnaldum, Hendrix (Ritzmaier '88), Maher, Narsingh, De Jong, Depay (Locadia '71) |  |
|                                                                                 |                |               |                                                                    | | |  |

| 14 december 2014, 14u30                                             | PSV                                        | 2 - 0 (2 - 0) | FC Twente | Opstelling PSV | Opstelling FC Twente |  |
| Stadion: Philips Stadion, Eindhoven Toeschouwers: 33.000 Kevin Blom | Luuk de Jong '21 Georginio Wijnaldum '45+1 |               |           | Zoet, Arias, Bruma, Rekik, Willems, Wijnaldum, Guardado, Maher (Hendrix '61), Narsingh (Jozefzoon '80), De Jong, Depay (Locadia '90+1) | Stevens, Martina , Bengtsson, Bjelland , Schilder, Ebecilio (Miyaichi '83), Ziyech , Mokotjo, Corona, Børven (Engelaar '61), Mokhtar (Ould-Chikh '60) |  |
| Stadion: Philips Stadion, Eindhoven Toeschouwers: 33.000 Kevin Blom |                                            |               |           | Zoet, Arias, Bruma, Rekik, Willems, Wijnaldum, Guardado, Maher (Hendrix '61), Narsingh (Jozefzoon '80), De Jong, Depay (Locadia '90+1) | Stevens, Martina , Bengtsson, Bjelland , Schilder, Ebecilio (Miyaichi '83), Ziyech , Mokotjo, Corona, Børven (Engelaar '61), Mokhtar (Ould-Chikh '60) |  |
| Stadion: Philips Stadion, Eindhoven Toeschouwers: 33.000 Kevin Blom |                                            |               |           | Zoet, Arias, Bruma, Rekik, Willems, Wijnaldum, Guardado, Maher (Hendrix '61), Narsingh (Jozefzoon '80), De Jong, Depay (Locadia '90+1) | Stevens, Martina , Bengtsson, Bjelland , Schilder, Ebecilio (Miyaichi '83), Ziyech , Mokotjo, Corona, Børven (Engelaar '61), Mokhtar (Ould-Chikh '60) |  |
|                                                                     |                                            |               |           | | |  |

| 17 december 2014, 20u45                                                | PSV                                                                    | 4 - 3 (1 - 2) | Feyenoord                                                   | Opstelling PSV | Opstelling Feyenoord |  |
| Stadion: Philips Stadion, Eindhoven Toeschouwers: 34.500 Björn Kuipers | Luuk de Jong '22 Luuk de Jong '60 Luuk de Jong '63 Memphis Depay '90+3 |               | Elvis Manu '13 Karim El Ahmadi '42 Colin Kazim-Richards '89 | Zoet, Arias, Bruma, Rekik, Willems , Wijnaldum, Hendrix (Isimat-Mirin '90), Guardado, Narsingh (Jozefzoon '69), De Jong, Depay | Vermeer, Boulahrouz (Te Vrede '88), Van Beek, Kongolo, Nelom , Clasie , Immers, El Ahmadi , Wilkshire (Vilhena '66), Kazim-Richards, Manu (Başacıkoğlu '76) |  |
| Stadion: Philips Stadion, Eindhoven Toeschouwers: 34.500 Björn Kuipers |                                                                        |               |                                                             | Zoet, Arias, Bruma, Rekik, Willems , Wijnaldum, Hendrix (Isimat-Mirin '90), Guardado, Narsingh (Jozefzoon '69), De Jong, Depay | Vermeer, Boulahrouz (Te Vrede '88), Van Beek, Kongolo, Nelom , Clasie , Immers, El Ahmadi , Wilkshire (Vilhena '66), Kazim-Richards, Manu (Başacıkoğlu '76) |  |
| Stadion: Philips Stadion, Eindhoven Toeschouwers: 34.500 Björn Kuipers |                                                                        |               |                                                             | Zoet, Arias, Bruma, Rekik, Willems , Wijnaldum, Hendrix (Isimat-Mirin '90), Guardado, Narsingh (Jozefzoon '69), De Jong, Depay | Vermeer, Boulahrouz (Te Vrede '88), Van Beek, Kongolo, Nelom , Clasie , Immers, El Ahmadi , Wilkshire (Vilhena '66), Kazim-Richards, Manu (Başacıkoğlu '76) |  |
|                                                                        |                                                                        |               |                                                             | | |  |

| 20 december 2014, 19u45                                              | PSV                                                                                               | 5 - 0 (2 - 0) | Go Ahead Eagles | Opstelling PSV | Opstelling Go Ahead Eagles                                                                                             |  |
| Stadion: Philips Stadion, Eindhoven Toeschouwers: 31.200 Bas Nijhuis | Santiago Arias '14 Memphis Depay '33 Memphis Depay '79 Jürgen Locadia '90 Florian Jozefzoon '90+1 |               |                 | Zoet, Arias, Bruma, Rekik (Koch '88), Brenet, Ge. Wijnaldum, Guardado, Maher, Narsingh (Jozefzoon '78), De Jong, Depay (Locadia '85) | Van Der Hart, Nieuwpoort, Vriends, Schenk, Gi. Wijnaldum, Lambooij, Duits, Türüç, Rijsdijk (Lewis '70), Kolder, Schalk |  |
| Stadion: Philips Stadion, Eindhoven Toeschouwers: 31.200 Bas Nijhuis |                                                                                                   |               |                 | Zoet, Arias, Bruma, Rekik (Koch '88), Brenet, Ge. Wijnaldum, Guardado, Maher, Narsingh (Jozefzoon '78), De Jong, Depay (Locadia '85) | Van Der Hart, Nieuwpoort, Vriends, Schenk, Gi. Wijnaldum, Lambooij, Duits, Türüç, Rijsdijk (Lewis '70), Kolder, Schalk |  |
| Stadion: Philips Stadion, Eindhoven Toeschouwers: 31.200 Bas Nijhuis |                                                                                                   |               |                 | Zoet, Arias, Bruma, Rekik (Koch '88), Brenet, Ge. Wijnaldum, Guardado, Maher, Narsingh (Jozefzoon '78), De Jong, Depay (Locadia '85) | Van Der Hart, Nieuwpoort, Vriends, Schenk, Gi. Wijnaldum, Lambooij, Duits, Türüç, Rijsdijk (Lewis '70), Kolder, Schalk |  |
|                                                                      |                                                                                                   |               |                 | | |  |

#### Januari
| 17 januari 2015, 20u45                                           | Vitesse | 0 - 1 (0 - 1) | PSV            | Opstelling Vitesse | Opstelling PSV |  |
| Stadion: Gelredome, Arnhem Toeschouwers: 17.894 Serdar Gözübüyük |         |               | Adam Maher '10 | Room, Wallace , Kasjia, Van Der Heijden (Durdevic '86), Achenteh , Qazaishvili (Oliynyk '74), Vejinović, McEachran (Leerdam '59), Ibarra, Pröpper, Labyad | Zoet, Arias, Bruma, Rekik, Willems , Wijnaldum, Guardado, Maher (Isimat-Mirin '87), Narsingh (Jozefzoon '72), De Jong, Depay |  |
| Stadion: Gelredome, Arnhem Toeschouwers: 17.894 Serdar Gözübüyük |         |               |                | Room, Wallace , Kasjia, Van Der Heijden (Durdevic '86), Achenteh , Qazaishvili (Oliynyk '74), Vejinović, McEachran (Leerdam '59), Ibarra, Pröpper, Labyad | Zoet, Arias, Bruma, Rekik, Willems , Wijnaldum, Guardado, Maher (Isimat-Mirin '87), Narsingh (Jozefzoon '72), De Jong, Depay |  |
| Stadion: Gelredome, Arnhem Toeschouwers: 17.894 Serdar Gözübüyük |         |               |                | Room, Wallace , Kasjia, Van Der Heijden (Durdevic '86), Achenteh , Qazaishvili (Oliynyk '74), Vejinović, McEachran (Leerdam '59), Ibarra, Pröpper, Labyad | Zoet, Arias, Bruma, Rekik, Willems , Wijnaldum, Guardado, Maher (Isimat-Mirin '87), Narsingh (Jozefzoon '72), De Jong, Depay |  |
|                                                                  |         |               |                | | |  |

| 24 januari 2015, 18u30                                                 | SC Cambuur             | 1 - 2 (0 - 1) | PSV                                       | Opstelling SC Cambuur | Opstelling PSV |  |
| Stadion: Cambuurstadion, Leeuwarden Toeschouwers: 9.911 Pol van Boekel | Daniël de Ridder '90+2 |               | Georginio Wijnaldum '39 Memphis Depay '74 | Nienhuis, Pereira, Reijnen, Mac Intosh , Bijker, El Makrini (Barto '63), Bakker, Van De Streek, F. Narsingh, Ogbeche, Bytyqi (De Ridder '59) | Zoet, Arias, Bruma, Rekik , Willems , Wijnaldum, Guardado, Maher, L. Narsingh (Isimat-Mirin '90+3), De Jong (Locadia '81), Depay |  |
| Stadion: Cambuurstadion, Leeuwarden Toeschouwers: 9.911 Pol van Boekel |                        |               |                                           | Nienhuis, Pereira, Reijnen, Mac Intosh , Bijker, El Makrini (Barto '63), Bakker, Van De Streek, F. Narsingh, Ogbeche, Bytyqi (De Ridder '59) | Zoet, Arias, Bruma, Rekik , Willems , Wijnaldum, Guardado, Maher, L. Narsingh (Isimat-Mirin '90+3), De Jong (Locadia '81), Depay |  |
| Stadion: Cambuurstadion, Leeuwarden Toeschouwers: 9.911 Pol van Boekel |                        |               |                                           | Nienhuis, Pereira, Reijnen, Mac Intosh , Bijker, El Makrini (Barto '63), Bakker, Van De Streek, F. Narsingh, Ogbeche, Bytyqi (De Ridder '59) | Zoet, Arias, Bruma, Rekik , Willems , Wijnaldum, Guardado, Maher, L. Narsingh (Isimat-Mirin '90+3), De Jong (Locadia '81), Depay |  |
|                                                                        |                        |               |                                           | | |  |

| 31 januari 2015, 18u30                                                  | PSV                                  | 2 - 1 (0 - 1) | Willem II         | Opstelling PSV | Opstelling Willem II |  |
| Stadion: Philips Stadion, Eindhoven Toeschouwers: 33.000 Tom van Sichem | Jürgen Locadia '84 Memphis Depay '87 |               | Robert Braber '30 | Zoet, Arias, Bruma, Rekik, Tamata, Wijnaldum (Locadia '72), Guardado, Maher (Hiljemark '63), Narsingh, De Jong, Depay | Lamprou, Van Der Struijk, D. Wuytens, Peters, Dijks, Haemhouts (Vicento '90+1), Braber, S. Wuytens, Sahar (Cabral '80 ), Armenteros, Andrade (Ondaan '65) |  |
| Stadion: Philips Stadion, Eindhoven Toeschouwers: 33.000 Tom van Sichem |                                      |               |                   | Zoet, Arias, Bruma, Rekik, Tamata, Wijnaldum (Locadia '72), Guardado, Maher (Hiljemark '63), Narsingh, De Jong, Depay | Lamprou, Van Der Struijk, D. Wuytens, Peters, Dijks, Haemhouts (Vicento '90+1), Braber, S. Wuytens, Sahar (Cabral '80 ), Armenteros, Andrade (Ondaan '65) |  |
| Stadion: Philips Stadion, Eindhoven Toeschouwers: 33.000 Tom van Sichem |                                      |               |                   | Zoet, Arias, Bruma, Rekik, Tamata, Wijnaldum (Locadia '72), Guardado, Maher (Hiljemark '63), Narsingh, De Jong, Depay | Lamprou, Van Der Struijk, D. Wuytens, Peters, Dijks, Haemhouts (Vicento '90+1), Braber, S. Wuytens, Sahar (Cabral '80 ), Armenteros, Andrade (Ondaan '65) |  |
|                                                                         |                                      |               |                   | | |  |

#### Februari
| 3 februari 2015, 20u45                                              | NAC Breda | 0 - 2 (0 - 0) | PSV                                       | Opstelling NAC Breda | Opstelling PSV |  |
| Stadion: Rat Verlegh Stadion, Breda Toeschouwers: 18.200 Kevin Blom |           |               | Memphis Depay '53 Georginio Wijnaldum '74 | Ten Rouwelaar, Ligeon, Marcellis, Koch , Van Der Weg, Sarpong, Swerts (Seuntjens '56), Falkenburg (Borahsasar '61), Matić, Tighadouini (Zukanović '72), Fernandez | Zoet, Arias, Isimat-Mirin, Rekik, Willems *, Wijnaldum, Guardado, Maher (Abel Tamata '61), Narsingh (Hiljemark '78), De Jong, Depay (Locadia '90) |  |
| Stadion: Rat Verlegh Stadion, Breda Toeschouwers: 18.200 Kevin Blom |           |               |                                           | Ten Rouwelaar, Ligeon, Marcellis, Koch , Van Der Weg, Sarpong, Swerts (Seuntjens '56), Falkenburg (Borahsasar '61), Matić, Tighadouini (Zukanović '72), Fernandez | Zoet, Arias, Isimat-Mirin, Rekik, Willems *, Wijnaldum, Guardado, Maher (Abel Tamata '61), Narsingh (Hiljemark '78), De Jong, Depay (Locadia '90) |  |
| Stadion: Rat Verlegh Stadion, Breda Toeschouwers: 18.200 Kevin Blom |           |               |                                           | Ten Rouwelaar, Ligeon, Marcellis, Koch , Van Der Weg, Sarpong, Swerts (Seuntjens '56), Falkenburg (Borahsasar '61), Matić, Tighadouini (Zukanović '72), Fernandez | Zoet, Arias, Isimat-Mirin, Rekik, Willems *, Wijnaldum, Guardado, Maher (Abel Tamata '61), Narsingh (Hiljemark '78), De Jong, Depay (Locadia '90) |  |
|                                                                     |           |               |                                           | | |  |

| 7 februari 2015, 20u45                                                  | PSV                                                        | 3 - 1 (0 - 0) | FC Utrecht       | Opstelling PSV | Opstelling FC Utrecht |  |
| Stadion: Philips Stadion, Eindhoven Toeschouwers: 31.000 Danny Makkelie | Luciano Narsingh '48 Memphis Depay '51 Memphis Depay '90+1 |               | Yassin Ayoub '70 | Zoet, Arias, Isimat-Mirin, Rekik, Willems , Wijnaldum, Guardado (Hiljemark '73), Maher, Narsingh (Locadia '86), De Jong, Depay | Ruiter, Markiet, Leeuwin (Heerings '81), Letschert, Hardeveld , Janssen , Ayoub, Diemers, Duplan, Rubin (Haller '67), Oar (Barazite '77) |  |
| Stadion: Philips Stadion, Eindhoven Toeschouwers: 31.000 Danny Makkelie |                                                            |               |                  | Zoet, Arias, Isimat-Mirin, Rekik, Willems , Wijnaldum, Guardado (Hiljemark '73), Maher, Narsingh (Locadia '86), De Jong, Depay | Ruiter, Markiet, Leeuwin (Heerings '81), Letschert, Hardeveld , Janssen , Ayoub, Diemers, Duplan, Rubin (Haller '67), Oar (Barazite '77) |  |
| Stadion: Philips Stadion, Eindhoven Toeschouwers: 31.000 Danny Makkelie |                                                            |               |                  | Zoet, Arias, Isimat-Mirin, Rekik, Willems , Wijnaldum, Guardado (Hiljemark '73), Maher, Narsingh (Locadia '86), De Jong, Depay | Ruiter, Markiet, Leeuwin (Heerings '81), Letschert, Hardeveld , Janssen , Ayoub, Diemers, Duplan, Rubin (Haller '67), Oar (Barazite '77) |  |
|                                                                         |                                                            |               |                  | | |  |

| 13 februari 2015, 20u00                                         | AZ                                     | 2 - 4 (1 - 2) | PSV                                                                      | Opstelling AZ | Opstelling PSV |  |
| Stadion: AFAS Stadion, Alkmaar Toeschouwers: 17.081 Bas Nijhuis | Markus Henriksen '40 Robert Mühren '49 |               | Luuk de Jong '3 Luuk de Jong '8 Georginio Wijnaldum '58 Luuk de Jong '60 | Esteban, Johansson, Gouweleeuw, Hoedt, Poulsen, Henriksen, Haye (Tankovic '67), Gudelj, Berghuis, Mühren (Spierings '88), Dos Santos (Hupperts '57) | Zoet, Arias, Isimat-Mirin, Rekik (Bruma '41), Willems, Wijnaldum, Guardado, Maher (Hiljemark '72), Narsingh, De Jong, Depay |  |
| Stadion: AFAS Stadion, Alkmaar Toeschouwers: 17.081 Bas Nijhuis |                                        |               |                                                                          | Esteban, Johansson, Gouweleeuw, Hoedt, Poulsen, Henriksen, Haye (Tankovic '67), Gudelj, Berghuis, Mühren (Spierings '88), Dos Santos (Hupperts '57) | Zoet, Arias, Isimat-Mirin, Rekik (Bruma '41), Willems, Wijnaldum, Guardado, Maher (Hiljemark '72), Narsingh, De Jong, Depay |  |
| Stadion: AFAS Stadion, Alkmaar Toeschouwers: 17.081 Bas Nijhuis |                                        |               |                                                                          | Esteban, Johansson, Gouweleeuw, Hoedt, Poulsen, Henriksen, Haye (Tankovic '67), Gudelj, Berghuis, Mühren (Spierings '88), Dos Santos (Hupperts '57) | Zoet, Arias, Isimat-Mirin, Rekik (Bruma '41), Willems, Wijnaldum, Guardado, Maher (Hiljemark '72), Narsingh, De Jong, Depay |  |
|                                                                 |                                        |               |                                                                          | | |  |

| 22 februari 2015, 14u30                                              | PSV                                                            | 3 - 0 (1 - 0) | FC Dordrecht | Opstelling PSV | Opstelling FC Dordrecht |  |
| Stadion: Philips Stadion, Eindhoven Toeschouwers: 32.400 Pieter Vink | Jeffrey Fortes (e.d.) '4 Luuk De Jong '62(P) Jeffrey Bruma '70 |               |              | Zoet, Brenet, Bruma, Isimat-Mirin, Willems, Wijnaldum, Guardado (Hendrix '73), Maher, Narsingh (Locadia '65), De Jong (Vloet '85), Depay | Kurto, Van Deelen, Troost-Ekong , Haddad , Gosens (Van Haaren '73), Steenvoorden, Ayoub, Fortes, Klaiber, Lieder (Slory '79), Pisas (Ten Voorde '70) |  |
| Stadion: Philips Stadion, Eindhoven Toeschouwers: 32.400 Pieter Vink |                                                                |               |              | Zoet, Brenet, Bruma, Isimat-Mirin, Willems, Wijnaldum, Guardado (Hendrix '73), Maher, Narsingh (Locadia '65), De Jong (Vloet '85), Depay | Kurto, Van Deelen, Troost-Ekong , Haddad , Gosens (Van Haaren '73), Steenvoorden, Ayoub, Fortes, Klaiber, Lieder (Slory '79), Pisas (Ten Voorde '70) |  |
| Stadion: Philips Stadion, Eindhoven Toeschouwers: 32.400 Pieter Vink |                                                                |               |              | Zoet, Brenet, Bruma, Isimat-Mirin, Willems, Wijnaldum, Guardado (Hendrix '73), Maher, Narsingh (Locadia '65), De Jong (Vloet '85), Depay | Kurto, Van Deelen, Troost-Ekong , Haddad , Gosens (Van Haaren '73), Steenvoorden, Ayoub, Fortes, Klaiber, Lieder (Slory '79), Pisas (Ten Voorde '70) |  |
|                                                                      |                                                                |               |              | | |  |

#### Maart
| 1 maart 2015, 16u45                                                     | PSV              | 1 - 3 (0 - 1) | AFC Ajax                                                 | Opstelling PSV | Opstelling AFC Ajax |  |
| Stadion: Philips Stadion, Eindhoven Toeschouwers: 35.000 Danny Makkelie | Luuk de Jong '77 |               | Ricardo Kishna '30 Lasse Schöne '83 Anwar El Ghazi '90+1 | Zoet, Arias , Bruma, Isimat-Mirin, Willems, Wijnaldum, Guardado, Maher (Hendrix '87), Narsingh (Locadia '69), De Jong, Depay | Cillessen, Van Rhijn, Veltman, Viergever , Boilesen, Bazoer, Serero (Riedewald '85), Klaassen, El Ghazi , Milik (Schöne '57), Kishna (Andersen '66) |  |
| Stadion: Philips Stadion, Eindhoven Toeschouwers: 35.000 Danny Makkelie |                  |               |                                                          | Zoet, Arias , Bruma, Isimat-Mirin, Willems, Wijnaldum, Guardado, Maher (Hendrix '87), Narsingh (Locadia '69), De Jong, Depay | Cillessen, Van Rhijn, Veltman, Viergever , Boilesen, Bazoer, Serero (Riedewald '85), Klaassen, El Ghazi , Milik (Schöne '57), Kishna (Andersen '66) |  |
| Stadion: Philips Stadion, Eindhoven Toeschouwers: 35.000 Danny Makkelie |                  |               |                                                          | Zoet, Arias , Bruma, Isimat-Mirin, Willems, Wijnaldum, Guardado, Maher (Hendrix '87), Narsingh (Locadia '69), De Jong, Depay | Cillessen, Van Rhijn, Veltman, Viergever , Boilesen, Bazoer, Serero (Riedewald '85), Klaassen, El Ghazi , Milik (Schöne '57), Kishna (Andersen '66) |  |
|                                                                         |                  |               |                                                          | | |  |

| 7 maart 2015, 18u30                                                      | Go Ahead Eagles | 0 - 3 (0 - 3) | PSV                                                                | Opstelling Go Ahead Eagles | Opstelling PSV |  |
| Stadion: De Adelaarshorst, Deventer Toeschouwers: 8.008 Richard Liesveld |                 |               | Memphis Depay '23 Jop van der Linden(e.d.) '39 Andrés Guardado '44 | Van Der Hart, Amevor, Vriends, Van Der Linden, Schenk (Gi. Wijnaldum '72), Rijsdijk, Overgoor, Duits (Lambooij '46), Verhoek (Reimerink '46 ), Plet, Türüç | Zoet, Brenet, Bruma, Isimat-Mirin, Willems, Ge. Wijnaldum, Hendrix (Hiljemark '83), Guardado, Narsingh (Locadia '76), De Jong, Depay |  |
| Stadion: De Adelaarshorst, Deventer Toeschouwers: 8.008 Richard Liesveld |                 |               |                                                                    | Van Der Hart, Amevor, Vriends, Van Der Linden, Schenk (Gi. Wijnaldum '72), Rijsdijk, Overgoor, Duits (Lambooij '46), Verhoek (Reimerink '46 ), Plet, Türüç | Zoet, Brenet, Bruma, Isimat-Mirin, Willems, Ge. Wijnaldum, Hendrix (Hiljemark '83), Guardado, Narsingh (Locadia '76), De Jong, Depay |  |
| Stadion: De Adelaarshorst, Deventer Toeschouwers: 8.008 Richard Liesveld |                 |               |                                                                    | Van Der Hart, Amevor, Vriends, Van Der Linden, Schenk (Gi. Wijnaldum '72), Rijsdijk, Overgoor, Duits (Lambooij '46), Verhoek (Reimerink '46 ), Plet, Türüç | Zoet, Brenet, Bruma, Isimat-Mirin, Willems, Ge. Wijnaldum, Hendrix (Hiljemark '83), Guardado, Narsingh (Locadia '76), De Jong, Depay |  |
|                                                                          |                 |               |                                                                    | | |  |

| 15 maart 2015, 14u30                                                   | PSV                                              | 2 - 1 (1 - 1) | FC Groningen       | Opstelling PSV                                                                                                  | Opstelling FC Groningen |  |
| Stadion: Philips Stadion, Eindhoven Toeschouwers: 34.000 Dennis Higler | Georginio Wijnaldum '11 Nicolas Isimat-Mirin '66 |               | Eric Botteghin '43 | Zoet, Brenet , Bruma, Isimat-Mirin, Willems, Wijnaldum, Hendrix (Maher '83), Guardado, Narsingh, De Jong, Depay | Padt, Kappelhof , Botteghin, Lindgren , Burnet, Tibbling, Kieftenbeld (Islamovic '86), Rusnák, Mahi (Antonia '67), Van Der Velden (Bacuna '78), Chery |  |
| Stadion: Philips Stadion, Eindhoven Toeschouwers: 34.000 Dennis Higler |                                                  |               |                    | Zoet, Brenet , Bruma, Isimat-Mirin, Willems, Wijnaldum, Hendrix (Maher '83), Guardado, Narsingh, De Jong, Depay | Padt, Kappelhof , Botteghin, Lindgren , Burnet, Tibbling, Kieftenbeld (Islamovic '86), Rusnák, Mahi (Antonia '67), Van Der Velden (Bacuna '78), Chery |  |
| Stadion: Philips Stadion, Eindhoven Toeschouwers: 34.000 Dennis Higler |                                                  |               |                    | Zoet, Brenet , Bruma, Isimat-Mirin, Willems, Wijnaldum, Hendrix (Maher '83), Guardado, Narsingh, De Jong, Depay | Padt, Kappelhof , Botteghin, Lindgren , Burnet, Tibbling, Kieftenbeld (Islamovic '86), Rusnák, Mahi (Antonia '67), Van Der Velden (Bacuna '78), Chery |  |
|                                                                        |                                                  |               |                    | | |  |

| 22 maart 2015, 14u30                                            | Feyenoord                             | 2 - 1 (0 - 0) | PSV               | Opstelling Feyenoord | Opstelling PSV |  |
| Stadion: De Kuip, Rotterdam Toeschouwers: 47.500 Pol van Boekel | Anass Achahbar '59 Anass Achahbar '63 |               | Memphis Depay '68 | Vermeer, Karsdorp (Boulahrouz '90), Van Beek, Kongolo, Nelom, El Ahmadi, Clasie , Immers, Toornstra (Boëtius '46), Achahbar (Kazim-Richards '72), Manu | Zoet, Brenet, Bruma, Rekik, Willems , Wijnaldum, Guardado, Maher (Vloet '83), Narsingh (Locadia '67), De Jong, Depay |  |
| Stadion: De Kuip, Rotterdam Toeschouwers: 47.500 Pol van Boekel |                                       |               |                   | Vermeer, Karsdorp (Boulahrouz '90), Van Beek, Kongolo, Nelom, El Ahmadi, Clasie , Immers, Toornstra (Boëtius '46), Achahbar (Kazim-Richards '72), Manu | Zoet, Brenet, Bruma, Rekik, Willems , Wijnaldum, Guardado, Maher (Vloet '83), Narsingh (Locadia '67), De Jong, Depay |  |
| Stadion: De Kuip, Rotterdam Toeschouwers: 47.500 Pol van Boekel |                                       |               |                   | Vermeer, Karsdorp (Boulahrouz '90), Van Beek, Kongolo, Nelom, El Ahmadi, Clasie , Immers, Toornstra (Boëtius '46), Achahbar (Kazim-Richards '72), Manu | Zoet, Brenet, Bruma, Rekik, Willems , Wijnaldum, Guardado, Maher (Vloet '83), Narsingh (Locadia '67), De Jong, Depay |  |
|                                                                 |                                       |               |                   | | |  |

#### April
| 4 april 2015, 20u45                                                    | FC Twente | 0 - 5 (0 - 3) | PSV                                                                                              | Opstelling FC Twente | Opstelling PSV |  |
| Stadion: Grolsch Veste, Enschede Toeschouwers: 29.900 Richard Liesveld |           |               | Luuk de Jong '28 Jeffrey Bruma '34 Georginio Wijnaldum '45+1 Memphis Depay '75 Memphis Depay '78 | Stevens, Martina, Bijen, Andersen, Schilder, Ebecilio (Gutiérrez '76), Mokhtar (Van Der Heyden '62), Mokotjo, Kusk, Eghan (Ould-Chikh '63), Miyaichi | Zoet, Brenet, Bruma, Rekik, Willems, Wijnaldum, Guardado (Hendrix '81), Maher (Hiljemark '85), Narsingh, De Jong, Depay (Locadia '81) |  |
| Stadion: Grolsch Veste, Enschede Toeschouwers: 29.900 Richard Liesveld |           |               |                                                                                                  | Stevens, Martina, Bijen, Andersen, Schilder, Ebecilio (Gutiérrez '76), Mokhtar (Van Der Heyden '62), Mokotjo, Kusk, Eghan (Ould-Chikh '63), Miyaichi | Zoet, Brenet, Bruma, Rekik, Willems, Wijnaldum, Guardado (Hendrix '81), Maher (Hiljemark '85), Narsingh, De Jong, Depay (Locadia '81) |  |
| Stadion: Grolsch Veste, Enschede Toeschouwers: 29.900 Richard Liesveld |           |               |                                                                                                  | Stevens, Martina, Bijen, Andersen, Schilder, Ebecilio (Gutiérrez '76), Mokhtar (Van Der Heyden '62), Mokotjo, Kusk, Eghan (Ould-Chikh '63), Miyaichi | Zoet, Brenet, Bruma, Rekik, Willems, Wijnaldum, Guardado (Hendrix '81), Maher (Hiljemark '85), Narsingh, De Jong, Depay (Locadia '81) |  |
|                                                                        |           |               |                                                                                                  | | |  |

| 10 april 2015, 20u00                                                   | PSV                                                          | 3 - 1 (1 - 1) | PEC Zwolle               | Opstelling PSV | Opstelling PEC Zwolle |  |
| Stadion: Philips Stadion, Eindhoven Toeschouwers: 35.000 Björn Kuipers | Georginio Wijnaldum '12 Joshua Brenet '50 Luuk de Jong '90+4 |               | Maikel van der Werff '34 | Zoet, Brenet, Bruma, Rekik, Willems, Wijnaldum, Guardado, Maher (Hendrix '69), Narsingh (Isimat-Mirin '90), De Jong, Depay | Hahn, Van Polen , Van Der Werff (Broerse '70 ), Sainsbury, Van Hintum (Nijland '78), Lam, Drost, Rienstra, Lukoki, Necid , Saymak (Thomas '68) |  |
| Stadion: Philips Stadion, Eindhoven Toeschouwers: 35.000 Björn Kuipers |                                                              |               |                          | Zoet, Brenet, Bruma, Rekik, Willems, Wijnaldum, Guardado, Maher (Hendrix '69), Narsingh (Isimat-Mirin '90), De Jong, Depay | Hahn, Van Polen , Van Der Werff (Broerse '70 ), Sainsbury, Van Hintum (Nijland '78), Lam, Drost, Rienstra, Lukoki, Necid , Saymak (Thomas '68) |  |
| Stadion: Philips Stadion, Eindhoven Toeschouwers: 35.000 Björn Kuipers |                                                              |               |                          | Zoet, Brenet, Bruma, Rekik, Willems, Wijnaldum, Guardado, Maher (Hendrix '69), Narsingh (Isimat-Mirin '90), De Jong, Depay | Hahn, Van Polen , Van Der Werff (Broerse '70 ), Sainsbury, Van Hintum (Nijland '78), Lam, Drost, Rienstra, Lukoki, Necid , Saymak (Thomas '68) |  |
|                                                                        |                                                              |               |                          | | |  |

| 18 april 2015, 19u45                                                      | PSV                                                                     | 4 - 1 (3 - 1) | SC Heerenveen         | Opstelling PSV | Opstelling SC Heerenveen |  |
| Stadion: Philips Stadion, Eindhoven Toeschouwers: 35.000 Serdar Gözübüyük | Luuk de Jong '3 Memphis Depay '23 Luuk de Jong '41 Luciano Narsingh '88 |               | Joey van den Berg '27 | Zoet, Brenet (Tamata '36), Bruma, Rekik, Willems, Wijnaldum, Guardado, Maher (Hendrix '78), Narsingh (Locadia '90), De Jong, Depay | Nordfeldt, Marzo , St. Juste, Otigba (Bikel '63), Van Anholt, De Roon , Van Den Berg, Thern (Namli '86), Slagveer , Uth (Veerman '56), Larsson |  |
| Stadion: Philips Stadion, Eindhoven Toeschouwers: 35.000 Serdar Gözübüyük |                                                                         |               |                       | Zoet, Brenet (Tamata '36), Bruma, Rekik, Willems, Wijnaldum, Guardado, Maher (Hendrix '78), Narsingh (Locadia '90), De Jong, Depay | Nordfeldt, Marzo , St. Juste, Otigba (Bikel '63), Van Anholt, De Roon , Van Den Berg, Thern (Namli '86), Slagveer , Uth (Veerman '56), Larsson |  |
| Stadion: Philips Stadion, Eindhoven Toeschouwers: 35.000 Serdar Gözübüyük |                                                                         |               |                       | Zoet, Brenet (Tamata '36), Bruma, Rekik, Willems, Wijnaldum, Guardado, Maher (Hendrix '78), Narsingh (Locadia '90), De Jong, Depay | Nordfeldt, Marzo , St. Juste, Otigba (Bikel '63), Van Anholt, De Roon , Van Den Berg, Thern (Namli '86), Slagveer , Uth (Veerman '56), Larsson |  |
|                                                                           |                                                                         |               |                       | | |  |

| 25 april 2015, 20u45                                                   | SBV Excelsior                            | 2 - 3 (0 - 0) | PSV                                                            | Opstelling SBV Excelsior | Opstelling PSV |  |
| Stadion: Stadion Woudestein, Rotterdam Toeschouwers: 3.600 Bas Nijhuis | Luuk de Jong(e.d.) '51 Jeff Stans '73(P) |               | Georginio Wijnaldum '68 Memphis Depay '75 Jürgen Locadia '90+1 | Coutinho, Karami, Fischer, Mattheij, Kuipers, Kruys, Stans, Auassar, Van Mieghem (Botaka '69), Van Weert, Gouriye (Varela '62) | Pasveer, Tamata , Isimat-Mirin , Rekik, Willems, Wijnaldum, Guardado , Maher (Bruma '76), Narsingh (Locadia '56), De Jong (Schaars '89), Depay |  |
| Stadion: Stadion Woudestein, Rotterdam Toeschouwers: 3.600 Bas Nijhuis |                                          |               |                                                                | Coutinho, Karami, Fischer, Mattheij, Kuipers, Kruys, Stans, Auassar, Van Mieghem (Botaka '69), Van Weert, Gouriye (Varela '62) | Pasveer, Tamata , Isimat-Mirin , Rekik, Willems, Wijnaldum, Guardado , Maher (Bruma '76), Narsingh (Locadia '56), De Jong (Schaars '89), Depay |  |
| Stadion: Stadion Woudestein, Rotterdam Toeschouwers: 3.600 Bas Nijhuis |                                          |               |                                                                | Coutinho, Karami, Fischer, Mattheij, Kuipers, Kruys, Stans, Auassar, Van Mieghem (Botaka '69), Van Weert, Gouriye (Varela '62) | Pasveer, Tamata , Isimat-Mirin , Rekik, Willems, Wijnaldum, Guardado , Maher (Bruma '76), Narsingh (Locadia '56), De Jong (Schaars '89), Depay |  |
|                                                                        |                                          |               |                                                                | | |  |

#### Mei
| 1 mei 2015, 14u30                                                   | PSV                                 | 2 - 0 (1 - 0) | Heracles Almelo | Opstelling PSV | Opstelling Heracles Almelo |  |
| Stadion: Philips Stadion, Eindhoven Toeschouwers: 33.300 Ed Janssen | Memphis Depay '32 Jetro Willems '64 |               |                 | Zoet, Tamata (Alberto '90+1), Bruma, Rekik, Willems, Wijnaldum, Guardado, Maher, Locadia (Bergwijn '79), De Jong, Depay (Vloet '86) | Castro, Breukers , Te Wierik, Zomer, Fledderus, Bruns (Bel Hassani '71), Avdić (Rienstra '87), Vujičević, Linssen, Weghorst , Darri (Navratil '58) |  |
| Stadion: Philips Stadion, Eindhoven Toeschouwers: 33.300 Ed Janssen |                                     |               |                 | Zoet, Tamata (Alberto '90+1), Bruma, Rekik, Willems, Wijnaldum, Guardado, Maher, Locadia (Bergwijn '79), De Jong, Depay (Vloet '86) | Castro, Breukers , Te Wierik, Zomer, Fledderus, Bruns (Bel Hassani '71), Avdić (Rienstra '87), Vujičević, Linssen, Weghorst , Darri (Navratil '58) |  |
| Stadion: Philips Stadion, Eindhoven Toeschouwers: 33.300 Ed Janssen |                                     |               |                 | Zoet, Tamata (Alberto '90+1), Bruma, Rekik, Willems, Wijnaldum, Guardado, Maher, Locadia (Bergwijn '79), De Jong, Depay (Vloet '86) | Castro, Breukers , Te Wierik, Zomer, Fledderus, Bruns (Bel Hassani '71), Avdić (Rienstra '87), Vujičević, Linssen, Weghorst , Darri (Navratil '58) |  |
|                                                                     |                                     |               |                 | | |  |

| 17 mei 2015, 14u30                                                 | ADO Den Haag                             | 2 - 3 (1 - 1) | PSV                                                             | Opstelling ADO Den Haag | Opstelling PSV |  |
| Stadion: Kyocera Stadion, Den Haag Toeschouwers: 14.937 Kevin Blom | Oleksandr Jakovenko '24 Danny Bakker '56 |               | Luciano Narsingh '45 Luuk de Jong '61 Georginio Wijnaldum '90+4 | Hansen, Malone, Zuiverloon, Wormgoor, Ebuehi (Derijck '62), Kristensen, Alberg (Eduardo '70), Bakker, Jakovenko (Jansen '81), Kramer, Van Duinen | Zoet, Isimat-Mirin, Bruma, Rekik, Willems, Wijnaldum, Guardado (Schaars '46), Maher (Vloet '65), Narsingh, De Jong, Depay (Locadia '83) |  |
| Stadion: Kyocera Stadion, Den Haag Toeschouwers: 14.937 Kevin Blom |                                          |               |                                                                 | Hansen, Malone, Zuiverloon, Wormgoor, Ebuehi (Derijck '62), Kristensen, Alberg (Eduardo '70), Bakker, Jakovenko (Jansen '81), Kramer, Van Duinen | Zoet, Isimat-Mirin, Bruma, Rekik, Willems, Wijnaldum, Guardado (Schaars '46), Maher (Vloet '65), Narsingh, De Jong, Depay (Locadia '83) |  |
| Stadion: Kyocera Stadion, Den Haag Toeschouwers: 14.937 Kevin Blom |                                          |               |                                                                 | Hansen, Malone, Zuiverloon, Wormgoor, Ebuehi (Derijck '62), Kristensen, Alberg (Eduardo '70), Bakker, Jakovenko (Jansen '81), Kramer, Van Duinen | Zoet, Isimat-Mirin, Bruma, Rekik, Willems, Wijnaldum, Guardado (Schaars '46), Maher (Vloet '65), Narsingh, De Jong, Depay (Locadia '83) |  |
|                                                                    |                                          |               |                                                                 | | |  |

### Eindstand
|          | pos | club            | gs | w  | g  | v  | pnt | dv | dt | ds  |
| -------- | --- | --------------- | -- | -- | -- | -- | --- | -- | -- | --- |
| Stabiel  | 1.  | PSV             | 34 | 29 | 1  | 4  | 88  | 92 | 31 | +61 |
| Stabiel  | 2.  | Ajax            | 34 | 21 | 8  | 5  | 71  | 69 | 29 | +40 |
| Gestegen | 3.  | AZ              | 34 | 19 | 5  | 10 | 62  | 63 | 56 | +7  |
| Gedaald  | 4.  | Feyenoord       | 34 | 17 | 8  | 9  | 59  | 56 | 39 | +17 |
| Stabiel  | 5.  | Vitesse         | 34 | 16 | 10 | 8  | 58  | 66 | 43 | +23 |
| Stabiel  | 6.  | PEC Zwolle      | 34 | 16 | 5  | 13 | 53  | 59 | 43 | +16 |
| Stabiel  | 7.  | sc Heerenveen   | 34 | 13 | 11 | 10 | 50  | 53 | 46 | +7  |
| Stabiel  | 8.  | FC Groningen    | 34 | 11 | 13 | 10 | 46  | 49 | 53 | −4  |
| Stabiel  | 9.  | Willem II       | 34 | 13 | 7  | 14 | 46  | 46 | 50 | −4  |
| Gestegen | 10. | FC Twente*      | 34 | 13 | 10 | 11 | 43  | 56 | 51 | +5  |
| Gestegen | 11. | FC Utrecht      | 34 | 11 | 8  | 15 | 41  | 60 | 62 | −2  |
| Gedaald  | 12. | SC Cambuur      | 34 | 11 | 8  | 15 | 41  | 46 | 56 | −10 |
| Stabiel  | 13. | ADO Den Haag    | 34 | 9  | 10 | 15 | 37  | 44 | 53 | −9  |
| Stabiel  | 14. | Heracles Almelo | 34 | 11 | 4  | 19 | 37  | 47 | 64 | −17 |
| Stabiel  | 15. | Excelsior       | 34 | 6  | 14 | 14 | 32  | 47 | 63 | −16 |
| Stabiel  | 16. | NAC Breda       | 34 | 6  | 10 | 18 | 28  | 36 | 68 | −32 |
| Stabiel  | 17. | Go Ahead Eagles | 34 | 7  | 6  | 21 | 27  | 29 | 59 | −30 |
| Stabiel  | 18. | FC Dordrecht    | 34 | 4  | 8  | 22 | 20  | 24 | 76 | −52 |

- * FC Twente kreeg 6 punten in mindering, omdat de club meerdere keren niet voldeed aan de eisen van de licentiecommissie van de KNVB.

## Europa League

#### Derde voorronde
| 31 juli 2014, 19u00                                                    | PSV              | 1 - 0 (0 - 0) | Sankt Pölten | Opstelling PSV | Opstelling Sankt Pölten |  |
| Stadion: Philips Stadion, Eindhoven Toeschouwers: 27.000 Slavko Vincic | Luuk de Jong '56 |               |              | Zoet, Brenet, Bruma, Hendrix, Tamata, Hiljemark, Maher, Ritzmaier (Vloet '78), Narsingh (Jozefzoon '72), De Jong , Locadia | Kostner, Stec, Grasegger, Huber, Wisio, Holzmann (Ambichl '65), Kerschbaumer, Parada, Hofbauer, Segovia (Noel '76), Fucik (Hartl '46) |  |
| Stadion: Philips Stadion, Eindhoven Toeschouwers: 27.000 Slavko Vincic |                  |               |              | Zoet, Brenet, Bruma, Hendrix, Tamata, Hiljemark, Maher, Ritzmaier (Vloet '78), Narsingh (Jozefzoon '72), De Jong , Locadia | Kostner, Stec, Grasegger, Huber, Wisio, Holzmann (Ambichl '65), Kerschbaumer, Parada, Hofbauer, Segovia (Noel '76), Fucik (Hartl '46) |  |
| Stadion: Philips Stadion, Eindhoven Toeschouwers: 27.000 Slavko Vincic |                  |               |              | Zoet, Brenet, Bruma, Hendrix, Tamata, Hiljemark, Maher, Ritzmaier (Vloet '78), Narsingh (Jozefzoon '72), De Jong , Locadia | Kostner, Stec, Grasegger, Huber, Wisio, Holzmann (Ambichl '65), Kerschbaumer, Parada, Hofbauer, Segovia (Noel '76), Fucik (Hartl '46) |  |
|                                                                        |                  |               |              | | |  |

| 7 augustus 2014, 19u00                                                | Sankt Pölten                                   | 2 - 3 (0 - 1) | PSV                                                   | Opstelling Sankt Pölten | Opstelling PSV |  |
| Stadion: NV Arena, Sankt Pölten Toeschouwers: 8.000 Artur Soares Dias | Daniel Segovia '56 Konstantin Kerschbaumer '90 |               | Jürgen Locadia '28 Memphis Depay '69 Luuk de Jong '70 | Riegler, Stec (Hartl '77 ), Grasegger, Huber, Wisio, Holzmann, Kerschbaumer, Parada (Ambichl '46), Hofbauer, Segovia, Noel (Fucik '73) | Zoet, Brenet, Bruma , Hendrix, Tamata, Hiljemark, Maher, Ritzmaier (Vloet '81]), Narsingh (Depay '62), De Jong, Locadia (Arias '74) |  |
| Stadion: NV Arena, Sankt Pölten Toeschouwers: 8.000 Artur Soares Dias |                                                |               |                                                       | Riegler, Stec (Hartl '77 ), Grasegger, Huber, Wisio, Holzmann, Kerschbaumer, Parada (Ambichl '46), Hofbauer, Segovia, Noel (Fucik '73) | Zoet, Brenet, Bruma , Hendrix, Tamata, Hiljemark, Maher, Ritzmaier (Vloet '81]), Narsingh (Depay '62), De Jong, Locadia (Arias '74) |  |
| Stadion: NV Arena, Sankt Pölten Toeschouwers: 8.000 Artur Soares Dias |                                                |               |                                                       | Riegler, Stec (Hartl '77 ), Grasegger, Huber, Wisio, Holzmann, Kerschbaumer, Parada (Ambichl '46), Hofbauer, Segovia, Noel (Fucik '73) | Zoet, Brenet, Bruma , Hendrix, Tamata, Hiljemark, Maher, Ritzmaier (Vloet '81]), Narsingh (Depay '62), De Jong, Locadia (Arias '74) |  |
|                                                                       |                                                |               |                                                       | | |  |

#### Play-off ronde
| 21 augustus 2014, 18u45                                                 | PSV            | 1 - 0 (0 - 0) | Sjachtjor Salihorsk | Opstelling PSV | Opstelling Sjachtjor Salihorsk |  |
| Stadion: Philips Stadion, Eindhoven Toeschouwers: 15.000 Cristian Balaj | Adam Maher '59 |               |                     | Pasveer, Brenet, Bruma, Rekik, Tamata, Hiljemark (Hendrix '51), Maher (Ritzmaier '88), Wijnaldum, Locadia (Narsingh '63), De Jong, Depay | Kotenko, Yanushkevich, Kuzmenok , Kashevski , Matveychik, Stargorodsky , Galyuza (Leonchik '88), Yurevich, Rios, Yanush (Osipenko '85), Goeroeli (Kovalev '89) |  |
| Stadion: Philips Stadion, Eindhoven Toeschouwers: 15.000 Cristian Balaj |                |               |                     | Pasveer, Brenet, Bruma, Rekik, Tamata, Hiljemark (Hendrix '51), Maher (Ritzmaier '88), Wijnaldum, Locadia (Narsingh '63), De Jong, Depay | Kotenko, Yanushkevich, Kuzmenok , Kashevski , Matveychik, Stargorodsky , Galyuza (Leonchik '88), Yurevich, Rios, Yanush (Osipenko '85), Goeroeli (Kovalev '89) |  |
| Stadion: Philips Stadion, Eindhoven Toeschouwers: 15.000 Cristian Balaj |                |               |                     | Pasveer, Brenet, Bruma, Rekik, Tamata, Hiljemark (Hendrix '51), Maher (Ritzmaier '88), Wijnaldum, Locadia (Narsingh '63), De Jong, Depay | Kotenko, Yanushkevich, Kuzmenok , Kashevski , Matveychik, Stargorodsky , Galyuza (Leonchik '88), Yurevich, Rios, Yanush (Osipenko '85), Goeroeli (Kovalev '89) |  |
|                                                                         |                |               |                     | | |  |

| 28 augustus 2014, 19u00                            | Sjachtjor Salihorsk | 0 - 2 (0 - 0) | PSV                                   | Opstelling Sjachtjor Salihorsk | Opstelling PSV |  |
| Stadion: Haradzki Stadium, Borisov Simon Lee Evans |                     |               | Memphis Depay '89 Memphis Depay '90+4 | Kotenko, Matveychik, Yanushkevich, Kuzmenok, Yurevich, Rios , Galyuza (Yanush '62 ), Leonchik, Stargorodsky, Goeroeli (Wojciechowski '54), Osipenko | Zoet, Brenet , Bruma, Rekik, Tamata, Hiljemark, Hendrix, Maher (Ritzmaier '78, Locadia (Narsingh '66, De Jong, Depay |  |
| Stadion: Haradzki Stadium, Borisov Simon Lee Evans |                     |               |                                       | Kotenko, Matveychik, Yanushkevich, Kuzmenok, Yurevich, Rios , Galyuza (Yanush '62 ), Leonchik, Stargorodsky, Goeroeli (Wojciechowski '54), Osipenko | Zoet, Brenet , Bruma, Rekik, Tamata, Hiljemark, Hendrix, Maher (Ritzmaier '78, Locadia (Narsingh '66, De Jong, Depay |  |
| Stadion: Haradzki Stadium, Borisov Simon Lee Evans |                     |               |                                       | Kotenko, Matveychik, Yanushkevich, Kuzmenok, Yurevich, Rios , Galyuza (Yanush '62 ), Leonchik, Stargorodsky, Goeroeli (Wojciechowski '54), Osipenko | Zoet, Brenet , Bruma, Rekik, Tamata, Hiljemark, Hendrix, Maher (Ritzmaier '78, Locadia (Narsingh '66, De Jong, Depay |  |
|                                                    |                     |               |                                       | | |  |

#### Groepsfase
| # | Club          | Wedstrijden | Wedstrijden | Wedstrijden | Wedstrijden | Doelpunten | Doelpunten | Doelpunten | Punten |
| - | ------------- | ----------- | ----------- | ----------- | ----------- | ---------- | ---------- | ---------- | ------ |
| # | Club          | Gespeeld    | Winst       | Gelijk      | Verlies     | Voor       | Tegen      | Saldo      | Punten |
| 1 | Dinamo Moskou | 6           | 6           | 0           | 0           | 9          | 3          | +6         | 18     |
| 2 | PSV Eindhoven | 6           | 2           | 2           | 2           | 8          | 8          | 0          | 8      |
| 3 | Estoril       | 6           | 1           | 2           | 3           | 7          | 8          | −1         | 5      |
| 4 | Panathinaikos | 6           | 0           | 2           | 4           | 6          | 11         | −5         | 2      |

| 18 september 2014, 19u00                                              | PSV                 | 1 - 0 (1 - 0) | Estoril Praia | Opstelling PSV | Opstelling Estoril Praia |  |
| Stadion: Philips Stadion, Eindhoven Toeschouwers: 14.200 Bobby Madden | Luuk de Jong '26(P) |               |               | Zoet, Brenet, Bruma, Rekik, Willems, Hendrix, Maher (Ritzmaier '74), Wijnaldum, Narsingh, De Jong, Locadia (Jozefzoon '65) | Kieszek, Mano , Yohan, Bruno Miguel , Rafael , Amado, Tozé (Babanco '73), Gonçalves, Kuca, Bruno Lopes (Arthuro '73), Seba (Vaz '88) |  |
| Stadion: Philips Stadion, Eindhoven Toeschouwers: 14.200 Bobby Madden |                     |               |               | Zoet, Brenet, Bruma, Rekik, Willems, Hendrix, Maher (Ritzmaier '74), Wijnaldum, Narsingh, De Jong, Locadia (Jozefzoon '65) | Kieszek, Mano , Yohan, Bruno Miguel , Rafael , Amado, Tozé (Babanco '73), Gonçalves, Kuca, Bruno Lopes (Arthuro '73), Seba (Vaz '88) |  |
| Stadion: Philips Stadion, Eindhoven Toeschouwers: 14.200 Bobby Madden |                     |               |               | Zoet, Brenet, Bruma, Rekik, Willems, Hendrix, Maher (Ritzmaier '74), Wijnaldum, Narsingh, De Jong, Locadia (Jozefzoon '65) | Kieszek, Mano , Yohan, Bruno Miguel , Rafael , Amado, Tozé (Babanco '73), Gonçalves, Kuca, Bruno Lopes (Arthuro '73), Seba (Vaz '88) |  |
|                                                                       |                     |               |               | | |  |

| 2 oktober 2014, 18u00                                           | Dinamo Moskou       | 1 - 0 (0 - 0) | PSV | Opstelling Dinamo Moskou | Opstelling PSV |  |
| Stadion: Arena Khimki, Moskou Toeschouwers: 7.872 Marcin Borski | Joeri Zjirkov '90+3 |               |     | Gaboelov, Hubocan, Douglas , Samba, Büttner, Ionov (Valbuena '73), Noboa (Kuranyi '68), Joesoepov, Vainqueur, Kokorin, Dzsudzsák (Zjirkov '61) | Zoet, Arias , Bruma, Rekik, Willems, Hendrix, Wijnaldum, Maher (Ritzmaier '86), Narsingh, Locadia, Jozefzoon (Vloet '84) |  |
| Stadion: Arena Khimki, Moskou Toeschouwers: 7.872 Marcin Borski |                     |               |     | Gaboelov, Hubocan, Douglas , Samba, Büttner, Ionov (Valbuena '73), Noboa (Kuranyi '68), Joesoepov, Vainqueur, Kokorin, Dzsudzsák (Zjirkov '61) | Zoet, Arias , Bruma, Rekik, Willems, Hendrix, Wijnaldum, Maher (Ritzmaier '86), Narsingh, Locadia, Jozefzoon (Vloet '84) |  |
| Stadion: Arena Khimki, Moskou Toeschouwers: 7.872 Marcin Borski |                     |               |     | Gaboelov, Hubocan, Douglas , Samba, Büttner, Ionov (Valbuena '73), Noboa (Kuranyi '68), Joesoepov, Vainqueur, Kokorin, Dzsudzsák (Zjirkov '61) | Zoet, Arias , Bruma, Rekik, Willems, Hendrix, Wijnaldum, Maher (Ritzmaier '86), Narsingh, Locadia, Jozefzoon (Vloet '84) |  |
|                                                                 |                     |               |     | | |  |

| 23 oktober 2014, 21u05                                                    | PSV               | 1 - 1 (1 - 0) | Panathinaikos        | Opstelling PSV | Opstelling Panathinaikos |  |
| Stadion: Philips Stadion, Eindhoven Toeschouwers: 22.000 Miroslav Zelinka | Memphis Depay '44 |               | Nikolaos Karelis '87 | Pasveer, Brenet, Bruma , Rekik, Willems, Hendrix (Isimat-Mirin '90), Maher, Guardado, Narsingh (Ritzmaier '75), de Jong, Depay (Jozefzoon '67) | Steele, Triantafyllopoulos, Koutrobis, Schildenfeld, Nano, Donis, Zeca, Pranjic (Karelis '60), Dinas (Ajagun '24 ), Klonaridis (Petrić '75), Bouy |  |
| Stadion: Philips Stadion, Eindhoven Toeschouwers: 22.000 Miroslav Zelinka |                   |               |                      | Pasveer, Brenet, Bruma , Rekik, Willems, Hendrix (Isimat-Mirin '90), Maher, Guardado, Narsingh (Ritzmaier '75), de Jong, Depay (Jozefzoon '67) | Steele, Triantafyllopoulos, Koutrobis, Schildenfeld, Nano, Donis, Zeca, Pranjic (Karelis '60), Dinas (Ajagun '24 ), Klonaridis (Petrić '75), Bouy |  |
| Stadion: Philips Stadion, Eindhoven Toeschouwers: 22.000 Miroslav Zelinka |                   |               |                      | Pasveer, Brenet, Bruma , Rekik, Willems, Hendrix (Isimat-Mirin '90), Maher, Guardado, Narsingh (Ritzmaier '75), de Jong, Depay (Jozefzoon '67) | Steele, Triantafyllopoulos, Koutrobis, Schildenfeld, Nano, Donis, Zeca, Pranjic (Karelis '60), Dinas (Ajagun '24 ), Klonaridis (Petrić '75), Bouy |  |
|                                                                           |                   |               |                      | | |  |

| 6 november 2014, 19u00                                                              | Panathinaikos                      | 2 - 3 (2 - 1) | PSV                                                        | Opstelling Panathinaikos | Opstelling PSV |  |
| Stadion: Apostolos Nikolaidis Stadium, Athene Toeschouwers: 13.000 Marijo Strahonja | Abdul Ajagun '11 Mladen Petrić '43 |               | Memphis Depay '27 Luuk de Jong '65 Georginio Wijnaldum '78 | Steele, Triantafyllopoulos, Mendes Da Silva, Schildenfeld, Nano, Zeca , Lagos (Donis '44), Pranjic , Ajagun (Bouy '72), Karelis, Petrić (Berg '64 ) | Zoet, Arias, Isimat-Mirin, Rekik, Willems (Hendrix '92), Wijnaldum, Guardado , Maher, Narsingh (Jozefzoon '97), De Jong, Depay |  |
| Stadion: Apostolos Nikolaidis Stadium, Athene Toeschouwers: 13.000 Marijo Strahonja |                                    |               |                                                            | Steele, Triantafyllopoulos, Mendes Da Silva, Schildenfeld, Nano, Zeca , Lagos (Donis '44), Pranjic , Ajagun (Bouy '72), Karelis, Petrić (Berg '64 ) | Zoet, Arias, Isimat-Mirin, Rekik, Willems (Hendrix '92), Wijnaldum, Guardado , Maher, Narsingh (Jozefzoon '97), De Jong, Depay |  |
| Stadion: Apostolos Nikolaidis Stadium, Athene Toeschouwers: 13.000 Marijo Strahonja |                                    |               |                                                            | Steele, Triantafyllopoulos, Mendes Da Silva, Schildenfeld, Nano, Zeca , Lagos (Donis '44), Pranjic , Ajagun (Bouy '72), Karelis, Petrić (Berg '64 ) | Zoet, Arias, Isimat-Mirin, Rekik, Willems (Hendrix '92), Wijnaldum, Guardado , Maher, Narsingh (Jozefzoon '97), De Jong, Depay |  |
|                                                                                     |                                    |               |                                                            | | |  |

| 27 november 2014, 21u05                                                | Estoril Praia               | 3 - 3 (3 - 2) | PSV                                                           | Opstelling Estoril Praia                                                                               | Opstelling PSV |  |
| Stadion: Estádio António Coimbra da Mota, Estoril Martin Strömbergsson | Tozé '12 Kuca '30 Amado '39 |               | Memphis Depay '6 Luciano Narsingh '14 Georginio Wijnaldum '82 | Kieszek, Anderson Luiz, Yohan, Fernandes (Arthuro '86), Rafael, Amado, Esiti, Tozé, Kuca, Kléber, Seba | Zoet, Arias, Bruma, Rekik, Willems , Wijnaldum, Guardado , Maher (Hendrix '79), Narsingh (Locadia '83), De Jong (Isimat-Mirin '88), Depay |  |
| Stadion: Estádio António Coimbra da Mota, Estoril Martin Strömbergsson |                             |               |                                                               | Kieszek, Anderson Luiz, Yohan, Fernandes (Arthuro '86), Rafael, Amado, Esiti, Tozé, Kuca, Kléber, Seba | Zoet, Arias, Bruma, Rekik, Willems , Wijnaldum, Guardado , Maher (Hendrix '79), Narsingh (Locadia '83), De Jong (Isimat-Mirin '88), Depay |  |
| Stadion: Estádio António Coimbra da Mota, Estoril Martin Strömbergsson |                             |               |                                                               | Kieszek, Anderson Luiz, Yohan, Fernandes (Arthuro '86), Rafael, Amado, Esiti, Tozé, Kuca, Kléber, Seba | Zoet, Arias, Bruma, Rekik, Willems , Wijnaldum, Guardado , Maher (Hendrix '79), Narsingh (Locadia '83), De Jong (Isimat-Mirin '88), Depay |  |
|                                                                        |                             |               |                                                               | | |  |

- Estoril - PSV werd in de rust gestaakt wegens een onbespeelbaar veld door hevige regenval, het duel werd uitgespeeld op 28 november om 17u00.

| 11 december 2014, 19u00                                             | PSV | 0 - 1 (0 - 0) | Dinamo Moskou     | Opstelling PSV | Opstelling Dinamo Moskou |  |
| Stadion: Philips Stadion, Eindhoven Toeschouwers: 25.000 István Vad |     |               | Aleksej Ionov '90 | Pasveer, Brenet, Isimat-Mirin , Rekik, Willems, Maher (Wijnaldum '81), Hendrix (Ritzmaier '67), Guardado, Jozefzoon, Locadia, Depay (De Jong '67) | Sjoenin, Kozlov , Douglas, Hubocan, Manolev, Joesoepov, Vainqueur (Ionov '59), Noboa, Valbuena, Kuranyi (Proednikov '75), Dzsudzsák (Tashaev '90+3) |  |
| Stadion: Philips Stadion, Eindhoven Toeschouwers: 25.000 István Vad |     |               |                   | Pasveer, Brenet, Isimat-Mirin , Rekik, Willems, Maher (Wijnaldum '81), Hendrix (Ritzmaier '67), Guardado, Jozefzoon, Locadia, Depay (De Jong '67) | Sjoenin, Kozlov , Douglas, Hubocan, Manolev, Joesoepov, Vainqueur (Ionov '59), Noboa, Valbuena, Kuranyi (Proednikov '75), Dzsudzsák (Tashaev '90+3) |  |
| Stadion: Philips Stadion, Eindhoven Toeschouwers: 25.000 István Vad |     |               |                   | Pasveer, Brenet, Isimat-Mirin , Rekik, Willems, Maher (Wijnaldum '81), Hendrix (Ritzmaier '67), Guardado, Jozefzoon, Locadia, Depay (De Jong '67) | Sjoenin, Kozlov , Douglas, Hubocan, Manolev, Joesoepov, Vainqueur (Ionov '59), Noboa, Valbuena, Kuranyi (Proednikov '75), Dzsudzsák (Tashaev '90+3) |  |
|                                                                     |     |               |                   | | |  |

#### Tweede Ronde
| 19 februari 2015, 19u00                                                    | PSV | 0 - 1 (0 - 0) | Zenit St. Petersburg | Opstelling PSV | Opstelling Zenit St. Petersburg |  |
| Stadion: Philips Stadion, Eindhoven Toeschouwers: 21.000 Paolo Tagliavento |     |               | Hulk '64             | Zoet, Arias (Brenet '74), Bruma, Isimat-Mirin, Willems, Wijnaldum, Hiljemark (Maher '86), Guardado, Narsingh (Locadia '74), De Jong, Depay | Lodygin, Smolnikov , Luis Neto, Garay , Criscito, Witsel (Tymosjtsjoek '86), Javi Garcia, Sjatov, Hulk (Arsjavin '90+2), Rondón (Rjazantsev '75 ), Danny |  |
| Stadion: Philips Stadion, Eindhoven Toeschouwers: 21.000 Paolo Tagliavento |     |               |                      | Zoet, Arias (Brenet '74), Bruma, Isimat-Mirin, Willems, Wijnaldum, Hiljemark (Maher '86), Guardado, Narsingh (Locadia '74), De Jong, Depay | Lodygin, Smolnikov , Luis Neto, Garay , Criscito, Witsel (Tymosjtsjoek '86), Javi Garcia, Sjatov, Hulk (Arsjavin '90+2), Rondón (Rjazantsev '75 ), Danny |  |
| Stadion: Philips Stadion, Eindhoven Toeschouwers: 21.000 Paolo Tagliavento |     |               |                      | Zoet, Arias (Brenet '74), Bruma, Isimat-Mirin, Willems, Wijnaldum, Hiljemark (Maher '86), Guardado, Narsingh (Locadia '74), De Jong, Depay | Lodygin, Smolnikov , Luis Neto, Garay , Criscito, Witsel (Tymosjtsjoek '86), Javi Garcia, Sjatov, Hulk (Arsjavin '90+2), Rondón (Rjazantsev '75 ), Danny |  |
|                                                                            |     |               |                      | | |  |

| 26 februari 2015, 18u00                          | Zenit St. Petersburg                                     | 3 - 0 (1 - 0) | PSV | Opstelling Zenit St. Petersburg | Opstelling PSV |  |
| Stadion: Petrovski, Sint-Petersburg Cüneyt Çakır | José Salomón Rondón '29 Hulk '48 José Salomón Rondón '67 |               |     | Lodygin, Smolnikov, Luis Neto, Garay, Anjoekov, Witsel (Tymosjtsjoek '72), Javi Garcia, Sjatov , Hulk (Mogilevets '86), Rondón, Danny (Rjazantsev '81) | Zoet, Brenet (Tamata '69), Bruma, Isimat-Mirin, Willems, Wijnaldum , Guardado (Hendrix '80), Maher, Narsingh (Locadia '64), De Jong, Depay |  |
| Stadion: Petrovski, Sint-Petersburg Cüneyt Çakır |                                                          |               |     | Lodygin, Smolnikov, Luis Neto, Garay, Anjoekov, Witsel (Tymosjtsjoek '72), Javi Garcia, Sjatov , Hulk (Mogilevets '86), Rondón, Danny (Rjazantsev '81) | Zoet, Brenet (Tamata '69), Bruma, Isimat-Mirin, Willems, Wijnaldum , Guardado (Hendrix '80), Maher, Narsingh (Locadia '64), De Jong, Depay |  |
| Stadion: Petrovski, Sint-Petersburg Cüneyt Çakır |                                                          |               |     | Lodygin, Smolnikov, Luis Neto, Garay, Anjoekov, Witsel (Tymosjtsjoek '72), Javi Garcia, Sjatov , Hulk (Mogilevets '86), Rondón, Danny (Rjazantsev '81) | Zoet, Brenet (Tamata '69), Bruma, Isimat-Mirin, Willems, Wijnaldum , Guardado (Hendrix '80), Maher, Narsingh (Locadia '64), De Jong, Depay |  |
|                                                  |                                                          |               |     | | |  |

## KNVB Beker

#### Tweede Ronde
| 25 september 2014,20u45                                                      | PSV                                       | 2 - 0 (2 - 0) | FC Utrecht | Opstelling PSV | Opstelling FC Utrecht |  |
| Stadion: Philips Stadion, Eindhoven Toeschouwers: 18.000 Reinold Wiedemeijer | Jetro Willems '2 Yannick Cortie(e.d.) '18 |               |            | Pasveer, Arias, Bruma, Isimat-Mirin, Willems (Brenet '46), Maher, Hendrix, Ritzmaier, Narsingh, Locadia (Wijnaldum '69), Jozefzoon (Vloet '84) | Ruiter, Kum, Markiet, Heerings, Cortie, Kali, Diemers (Letschert '84), Ayoub, Peterson (Boymans '40), Rubin, Oar (Antwi '61) |  |
| Stadion: Philips Stadion, Eindhoven Toeschouwers: 18.000 Reinold Wiedemeijer |                                           |               |            | Pasveer, Arias, Bruma, Isimat-Mirin, Willems (Brenet '46), Maher, Hendrix, Ritzmaier, Narsingh, Locadia (Wijnaldum '69), Jozefzoon (Vloet '84) | Ruiter, Kum, Markiet, Heerings, Cortie, Kali, Diemers (Letschert '84), Ayoub, Peterson (Boymans '40), Rubin, Oar (Antwi '61) |  |
| Stadion: Philips Stadion, Eindhoven Toeschouwers: 18.000 Reinold Wiedemeijer |                                           |               |            | Pasveer, Arias, Bruma, Isimat-Mirin, Willems (Brenet '46), Maher, Hendrix, Ritzmaier, Narsingh, Locadia (Wijnaldum '69), Jozefzoon (Vloet '84) | Ruiter, Kum, Markiet, Heerings, Cortie, Kali, Diemers (Letschert '84), Ayoub, Peterson (Boymans '40), Rubin, Oar (Antwi '61) |  |
|                                                                              |                                           |               |            | | |  |

#### Derde Ronde
| 29 oktober 2014, 18u30                                              | Almere City       | 1 - 5 (1 - 1) | PSV | Opstelling Almere City | Opstelling PSV |  |
| Stadion: Almere City Stadion, Almere Toeschouwers: 2.612 Ed Janssen | Sander Keller '43 |               | Luciano Narsingh '17 Georginio Wijnaldum '49 Jürgen Locadia '70 Jürgen Locadia '74 Georginio Wijnaldum '86 | Etemadi, Bouma, Keller, Toet , Quasten (Boldewijn '84), Kip, Salasiwa, Receveur (Oost '65), Hoefdraad, Mamedow (De Kogel '58), Janssen | Pasveer, Arias, Isimat-Mirin, Rekik, Willems, Maher, Hendrix, Ritzmaier (Wijnaldum '46), Narsingh (De Jong '46), Locadia, Jozefzoon (Bergwijn '81) |  |
| Stadion: Almere City Stadion, Almere Toeschouwers: 2.612 Ed Janssen |                   |               | | Etemadi, Bouma, Keller, Toet , Quasten (Boldewijn '84), Kip, Salasiwa, Receveur (Oost '65), Hoefdraad, Mamedow (De Kogel '58), Janssen | Pasveer, Arias, Isimat-Mirin, Rekik, Willems, Maher, Hendrix, Ritzmaier (Wijnaldum '46), Narsingh (De Jong '46), Locadia, Jozefzoon (Bergwijn '81) |  |
| Stadion: Almere City Stadion, Almere Toeschouwers: 2.612 Ed Janssen |                   |               | | Etemadi, Bouma, Keller, Toet , Quasten (Boldewijn '84), Kip, Salasiwa, Receveur (Oost '65), Hoefdraad, Mamedow (De Kogel '58), Janssen | Pasveer, Arias, Isimat-Mirin, Rekik, Willems, Maher, Hendrix, Ritzmaier (Wijnaldum '46), Narsingh (De Jong '46), Locadia, Jozefzoon (Bergwijn '81) |  |
|                                                                     |                   |               | | | |  |

#### Achtste Finale
| 20 januari 2015, 20u00                                                           | Roda JC                                          | 3 - 2 n. v. (1 - 1, 2 - 2) | PSV                               | Opstelling Roda JC | Opstelling PSV |  |
| Stadion: Parkstad Limburg Stadion, Kerkrade Toeschouwers: 9.440 Richard Liesveld | Tom van Hyfte '5 Edwin Gyasi '74 Hicham Faik '98 |                            | Luuk de Jong '17 Luuk de Jong '83 | Van Leer, Dijkhuizen (Monteyne '84), Werker, Biemans, Van Peppen, Pluim, Faik, Van Hyfte , Gyasi (Paulissen '91), Jansen, Höcher (Lagouireh '70) | Pasveer, Brenet, Bruma, Isimat-Mirin, Willems (Arias '90+4), Wijnaldum, Guardado , Ritzmaier (Maher '75), Locadia (Narsingh '75), De Jong, Depay |  |
| Stadion: Parkstad Limburg Stadion, Kerkrade Toeschouwers: 9.440 Richard Liesveld |                                                  |                            |                                   | Van Leer, Dijkhuizen (Monteyne '84), Werker, Biemans, Van Peppen, Pluim, Faik, Van Hyfte , Gyasi (Paulissen '91), Jansen, Höcher (Lagouireh '70) | Pasveer, Brenet, Bruma, Isimat-Mirin, Willems (Arias '90+4), Wijnaldum, Guardado , Ritzmaier (Maher '75), Locadia (Narsingh '75), De Jong, Depay |  |
| Stadion: Parkstad Limburg Stadion, Kerkrade Toeschouwers: 9.440 Richard Liesveld |                                                  |                            |                                   | Van Leer, Dijkhuizen (Monteyne '84), Werker, Biemans, Van Peppen, Pluim, Faik, Van Hyfte , Gyasi (Paulissen '91), Jansen, Höcher (Lagouireh '70) | Pasveer, Brenet, Bruma, Isimat-Mirin, Willems (Arias '90+4), Wijnaldum, Guardado , Ritzmaier (Maher '75), Locadia (Narsingh '75), De Jong, Depay |  |
|                                                                                  |                                                  |                            |                                   | | |  |

## Topscorers 2014/2015
Nederlandse Eredivisie
| Nr.                           | Naam                          | Goal |
| ----------------------------- | ----------------------------- | ---- |
| 1.                            | Memphis Depay                 | 22   |
| 2.                            | Luuk de Jong                  | 20   |
| 3.                            | Georginio Wijnaldum           | 14   |
| 4.                            | Adam Maher                    | 7    |
| 5.                            | Jürgen Locadia                | 6    |
| 5.                            | Luciano Narsingh              | 6    |
| 7.                            | Jeffrey Bruma                 | 3    |
| 8.                            | Florian Jozefzoon             | 2    |
| 8.                            | Jetro Willems                 | 2    |
| 9.                            | Santiago Arias                | 1    |
| 9.                            | Joshua Brenet                 | 1    |
| 9.                            | Andrés Guardado               | 1    |
| 9.                            | Jorrit Hendrix                | 1    |
| 9.                            | Nicolas Isimat-Mirin          | 1    |
| 9.                            | Karim Rekik                   | 1    |
| Eigen doelpunten tegenstander | Eigen doelpunten tegenstander | 4    |
| Totaal                        | Totaal                        | 92   |

| Nr.    | Naam                | Goal |
| ------ | ------------------- | ---- |
| 1.     | Memphis Depay       | 6    |
| 2.     | Luuk de Jong        | 4    |
| 3.     | Georginio Wijnaldum | 2    |
| 4.     | Jürgen Locadia      | 1    |
| 4.     | Adam Maher          | 1    |
| 4.     | Luciano Narsingh    | 1    |
| Totaal | Totaal              | 15   |

| Nr.                           | Naam                          | Goal |
| ----------------------------- | ----------------------------- | ---- |
| 1.                            | Luuk de Jong                  | 2    |
| 1.                            | Jürgen Locadia                | 2    |
| 1.                            | Georginio Wijnaldum           | 2    |
| 3.                            | Luciano Narsingh              | 1    |
| 3.                            | Jetro Willems                 | 1    |
| Eigen doelpunten tegenstander | Eigen doelpunten tegenstander | 1    |
| Totaal                        | Totaal                        | 9    |

## Records
- PSV won op zondag 22 februari in eigen huis met 3-0 van FC Dordrecht. Daarmee verbrak het een clubrecord; het was de eerste keer dat PSV de eerste twaalf thuiswedstrijden van het seizoen wist te winnen.
- Nicolas Isimat-Mirin kreeg op zaterdag 25 april 2015 als vijfde PSV'er in het seizoen 2014/15 een rode kaart, na Jetro Willems, Jeffrey Bruma, Joshua Brenet en Jorrit Hendrix. Daarmee werd PSV de eerste club in de geschiedenis van de Eredivisie die kampioen werd ondanks het tegenkrijgen van vijf rode kaarten. Tot op dat moment was dit record in handen van AFC Ajax (vier keer kampioen met vier rode kaarten) en Feyenoord (één keer kampioen met vier rode kaarten).[1] Vier van de wedstrijden waarin PSV een rode kaart kreeg, won de club alsnog.
- PSV wist dit seizoen 29 keer de overwinning te pakken en verbrak daarmee een clubrecord dat stond op 27 overwinningen in één eredivisieseizoen.[2] Daarnaast werd op de laatste speeldag ook nog een puntenrecord gepakt: PSV eindigde op 88 punten en daarmee scherpte de Eindhovense ploeg het eigen puntenrecord met één punt aan.[3]